# Évry
Pour les articles homonymes, voir Évry (homonymie).
Évry (/e.vʁi/ ) est une ancienne commune française située à vingt-six kilomètres au sud-est de Paris.
Ses habitants sont appelés les Évryens.
Du village agricole en bord de Seine parsemé de châteaux qu’elle était jusqu’au sortir des années 1950, furent créés en trente ans une ville nouvelle de cinquante mille habitants, une préfecture, un évêché, un pôle économique, éducatif et de recherche, conjuguant les atouts de plus de deux mille entreprises et administrations et les faiblesses d’une banlieue trop rapidement urbanisée, aujourd’hui symbole d’insécurité, d’où émerge une diversité culturelle, cultuelle et urbanistique, où se mêlent barres HLM et meulières, Art nouveau, rap français et scène nationale, presbytère du XVIIe siècle et unique cathédrale française du XXe siècle. Évry, qui a perdu son statut de ville nouvelle en 2001, est aujourd’hui en quête de renouvellement urbain, pour valoriser ses qualités environnementales, économiques, scientifiques, sportives et sortir de son statut de « cité sensible », en s’appuyant notamment sur les 40 % d’Évryens âgés de moins de vingt-cinq ans.
Le 1er janvier 2019, elle fusionne avec Courcouronnes pour former la commune nouvelle d'Évry-Courcouronnes.

## Géographie

### Situation
| Type d’occupation           | Pourcentage | Superficie (en hectares) |
| --------------------------- | ----------- | ------------------------ |
| Espace urbain construit     | 61,4 %      | 526,65                   |
| Espace urbain non construit | 27,6 %      | 236,73                   |
| Espace rural                | 11,0 %      | 94,46                    |
| Source : Iaurif             |             |                          |

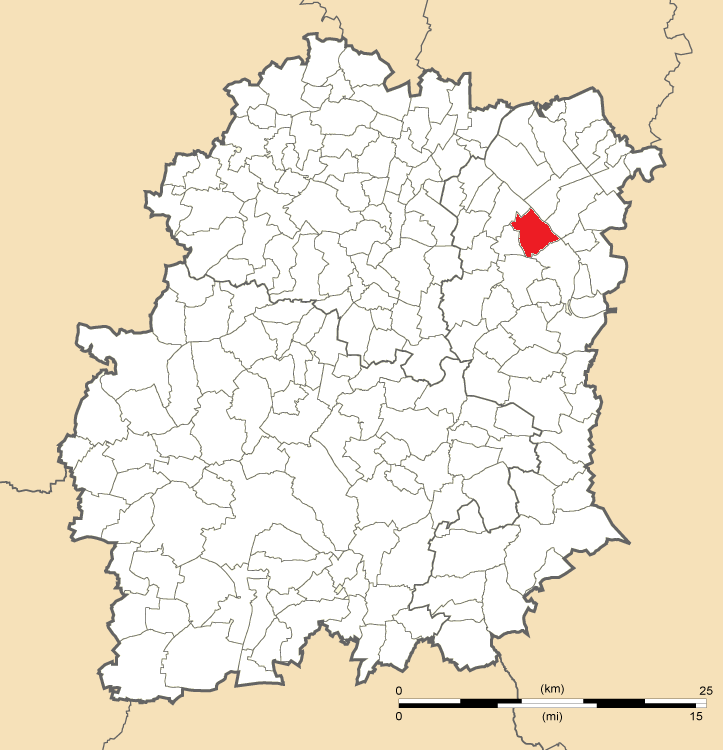
Position d’Évry en Essonne.

Évry est située dans la région d’Île-de-France, au sud de l’agglomération parisienne et au nord-est du département français de l’Essonne, en limite entre les régions naturelles du Hurepoix, du Gâtinais et de la Brie française. La commune occupe un territoire approximativement rectangulaire de trois kilomètres et trois kilomètres cinq cents mètres de côtés pour une superficie de huit cent trente-trois hectares. L’Institut national de l'information géographique et forestière donne les coordonnées géographiques 48°41'56" N et 02°11'18" E au point central de ce territoire. Près de neuf dixièmes sont urbanisés mais seulement 60 % sont effectivement construits. Il subsistait en 2003 près de cent hectares d’espaces dits "ruraux" mais en réalité, seul un peu plus d’un hectare était encore cultivé, la majeure partie de cet espace (50,56 ha) constituant des espaces boisés. Située sur un plateau et une pente vers les rives du fleuve, à une altitude échelonnée entre quatre-vingt-quinze et trente-deux mètres, elle est bordée sur toute sa frontière est par la Seine. Évry est aussi la source du ru de l’Écoute-s’il-pleut, seul point d’eau naturel. Forgée durant trente-cinq ans dans le cadre d’un projet de ville nouvelle, elle est fortement liée à ses voisines Ris-Orangis au nord, Courcouronnes à l’ouest, Lisses au sud-ouest, mais aussi à sa "rivale" Corbeil-Essonnes au sud. Placée sur deux axes majeurs de communication que sont le fleuve et la route nationale 7, son accessibilité fut par la suite complétée par l’arrivée de l’autoroute A6 et de la Francilienne, complétées par un réseau important de routes départementales, deux branches du RER D et de nombreuses lignes d’autobus. Ville morcelée en quatorze quartiers bien distincts, elle est, après une urbanisation trop rapide, en mutation dans le cadre de divers projets de renouvellement urbain et de reconquête de l’espace public.
La commune est située à vingt-six kilomètres au sud-est de Paris-Notre-Dame, point zéro des routes de France. Préfecture du département, elle en est pourtant excentrée, à dix-sept kilomètres au sud-est et trente et un kilomètres au nord-est des sous-préfectures de Palaiseau et Étampes, quatre kilomètres au nord-ouest de Corbeil-Essonnes, treize kilomètres au sud-est de Montlhéry, quinze kilomètres au nord-est d’Arpajon, dix-huit kilomètres au nord-est de La Ferté-Alais, vingt-six kilomètres au nord de Milly-la-Forêt et trente-quatre kilomètres de Dourdan. Elle est paradoxalement située à seulement dix-neuf kilomètres au nord-ouest de Melun et dix-huit kilomètres au sud de Créteil, préfectures des départements voisins. Évry est aussi située à quatorze kilomètres au sud-ouest de son homonyme Évry-Grégy-sur-Yerres et soixante-treize kilomètres au nord-ouest d’Évry dans l’Yonne.

### Hydrographie

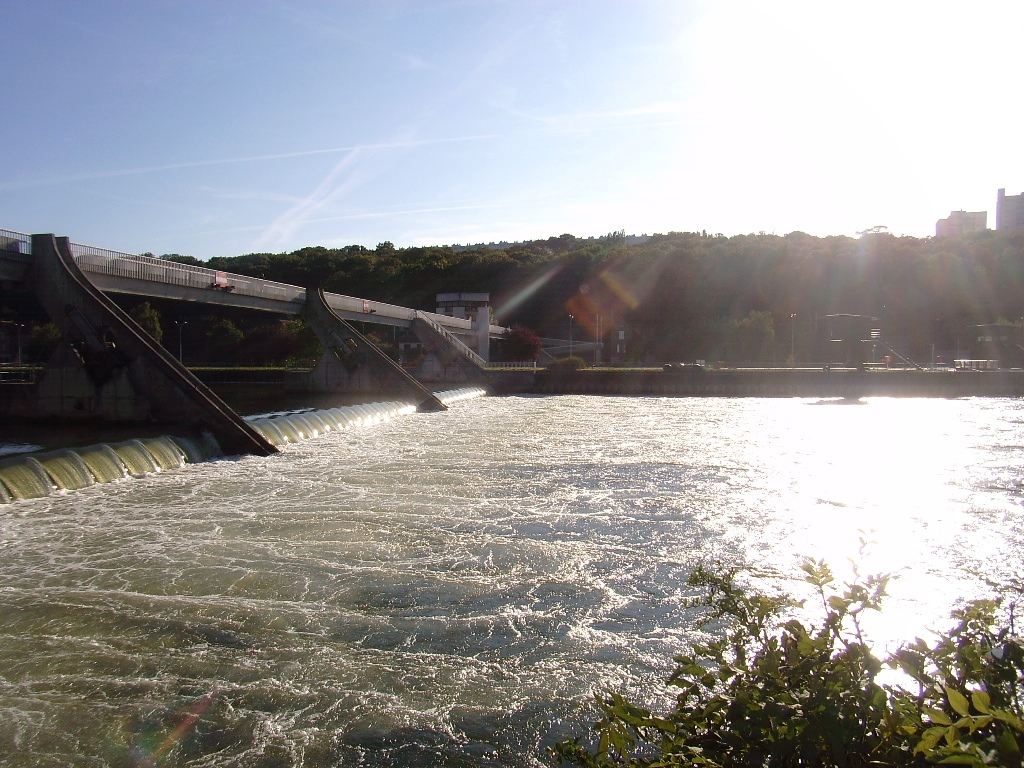
L’écluse d’Évry sur la Seine.

La limite située à l'est d’Évry est en totalité située sur la rive gauche de la Seine, qui la baigne sur trois kilomètres et cinq cents mètres. Le ru de l’Écoute-s’il-pleut prend sa source à l’extrême nord-ouest de la commune, dans le parc du Bois-Sauvage, avant de poursuivre son cours sur la commune voisine de Ris-Orangis. Un bassin artificiel d’un hectare a été creusé dans le parc du siège du conseil général de l'Essonne, un autre de sept cents mètres carrés sur la place des Miroirs dans le quartier des Pyramides, il s’agit des seuls points d’eau subsistant sur la commune fortement urbanisée. Un port de plus de quatre hectares est implanté sur les berges de la Seine au sud-est de la commune, prolongement de celui de Corbeil-Essonnes. Un barrage complété d’une écluse de cent-quatre-vingts mètres de long et seize mètres de large, jumelé d’une seconde écluse, permet la régulation des flots et de la navigation fluviale.

### Relief et géologie
Le terrain occupé par la commune, placé dans la large vallée de la Seine, s’étage en pente relativement forte entre le point bas à trente-deux mètres d’altitude sur les berges et le plateau surplombant à quatre-vingt-quinze mètres relevés en bordure de l’autoroute A6, trois kilomètres plus à l’ouest. Dans cette vallée, une vaste étendue sur un coteau relativement pentu occupe une bande d’approximativement un kilomètre entre le fleuve et la route nationale 7, il y subsiste l’implantation historique de Petit-Bourg et les nouveaux quartiers de Champs-Élysées, le Bras-de-Fer, Aguado et le Mousseau. Au-delà de la route nationale, le plateau se dessine vers l’ouest augmenté par endroits de points plus élevés malgré les travaux d’aplanissement à la construction de la ville nouvelle. Situé dans le Bassin parisien, le sous-sol de la commune est composé de couches successives de sable et de meulière, de marne, gypse et calcaire.

### Communes limitrophes
Évry, commune au territoire relativement vaste, est entourée de diverses villes, dont Ris-Orangis au nord et nord-ouest séparée en partie par la route départementale 91 et la route nationale 7, Courcouronnes à l’ouest dont la ligne D du RER, les routes départementales 91 et 92 et l’autoroute A6 matérialisent en parties la frontière, Lisses au sud-ouest sur une petite frontière de deux cents mètres matérialisée par la route départementale 446, Corbeil-Essonnes au sud et sud-est en partie limitée par la Francilienne, Étiolles à l’est et Soisy-sur-Seine au nord-est, toutes deux séparées de la ville nouvelle par la Seine.

### Climat
Évry est située en Île-de-France, elle bénéficie d’un climat océanique dégradé aux hivers frais et aux étés doux, en étant régulièrement arrosée sur l’ensemble de l’année. En moyenne brute annuelle, la température s’établit à 10,8 °C, avec une moyenne maximale de 15,2 °C et une moyenne minimale à 6,4 °C. Les températures moyennes mensuelles extrêmes relevées sont de 24,5 °C en juillet au maximum et 0,7 °C en janvier au minimum, mais les records enregistrés s’établissent à 38,2 °C le 1er juillet 1952 et −19,6 °C le 17 janvier 1985. Du fait de la moindre densité urbaine entre Paris et sa banlieue, une différence négative de un à deux degrés Celsius se fait sentir, surtout en début de journée. L’ensoleillement est comparable à la moyenne des régions du nord de la Loire avec un total de 1 798 heures par an, une moyenne haute à deux cent quarante heures en juillet et basse à cinquante-trois heures en décembre. Les précipitations sont également réparties sur l’année, avec un total annuel de 598,3 millimètres de pluie et une moyenne approximative de cinquante millimètres par mois.
| Mois                              | jan. | fév. | mars | avril | mai  | juin | jui. | août | sep. | oct. | nov. | déc. | année |
| --------------------------------- | ---- | ---- | ---- | ----- | ---- | ---- | ---- | ---- | ---- | ---- | ---- | ---- | ----- |
| Température minimale moyenne (°C) | 0,7  | 1    | 2,8  | 4,8   | 8,3  | 11,1 | 13   | 12,8 | 10,4 | 7,2  | 3,5  | 1,7  | 6,4   |
| Température moyenne (°C)          | 3,4  | 4,3  | 7,1  | 9,7   | 13,4 | 16,4 | 18,8 | 18,5 | 15,6 | 11,5 | 6,7  | 4,3  | 10,8  |
| Température maximale moyenne (°C) | 6,1  | 7,6  | 11,4 | 14,6  | 18,6 | 21,8 | 24,5 | 24,2 | 20,8 | 15,8 | 9,9  | 6,8  | 15,2  |
| Ensoleillement (h)                | 59   | 89   | 134  | 176   | 203  | 221  | 240  | 228  | 183  | 133  | 79   | 53   | 1 798 |
| Précipitations (mm)               | 47,6 | 42,5 | 44,4 | 45,6  | 53,7 | 51   | 52,2 | 48,5 | 55,6 | 51,6 | 54,1 | 51,5 | 598,3 |

### Voies de communication et transports

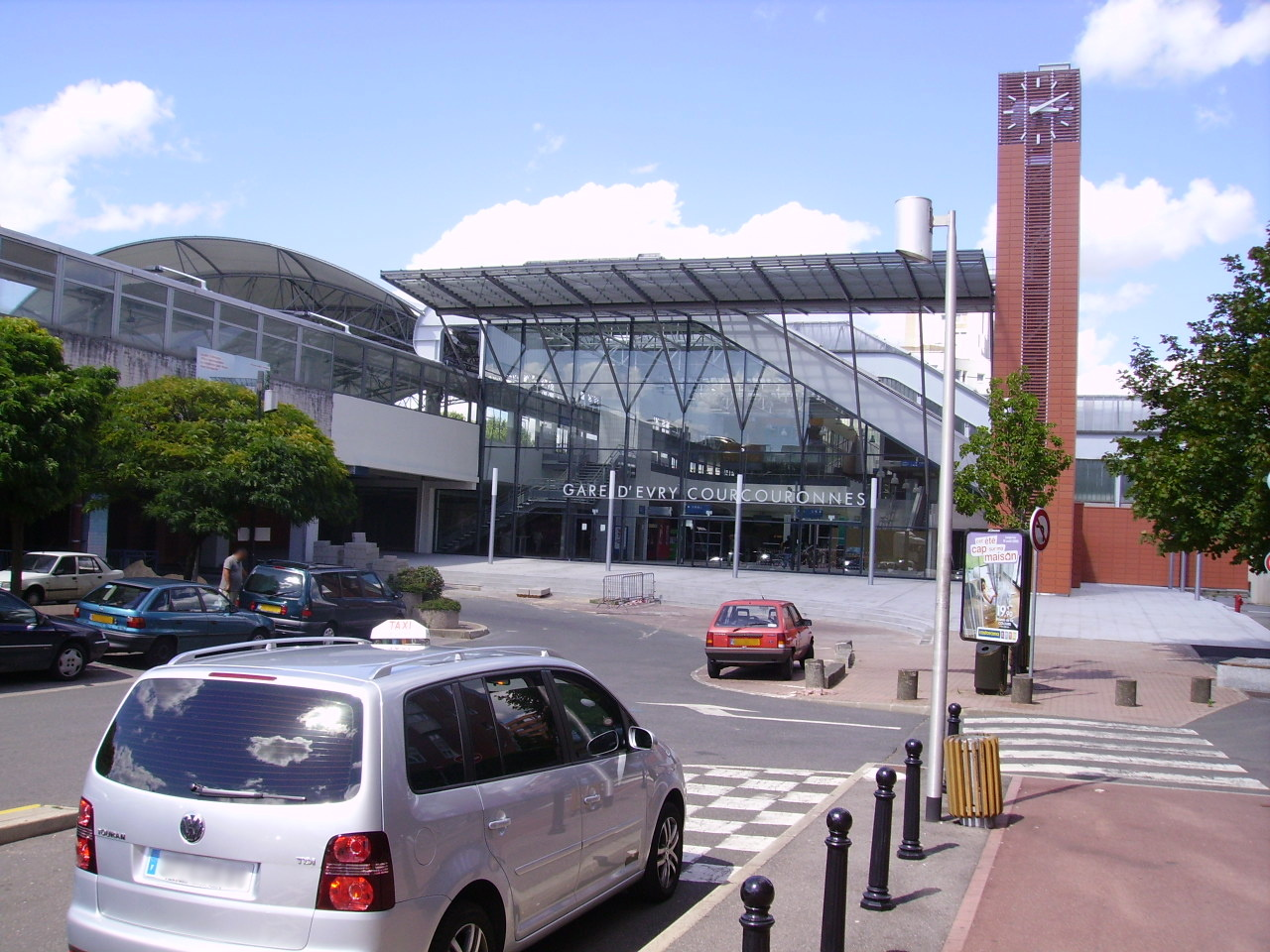
La gare d’Évry-Courcouronnes.

Historiquement, le site d’Évry est situé sur deux axes de communication majeurs, la Seine et la via Agrippa. La Seine est toujours aujourd’hui un axe fluvial important de transport de marchandises et le port d’Évry y permet l’accès. La via Agrippa est aujourd’hui remplacée par l’ancienne route nationale 7, transformée en voie rapide dans sa partie évryenne vers 1978, qui traverse la commune en son centre du nord au sud en suivant le fleuve, situé un kilomètre plus à l’est. S’ajoutent, deux kilomètres à l’ouest de la route nationale, l’autoroute A6 et la route nationale 104 marquant la limite avec Lisses, l’autoroute poursuivant vers le sud et la nationale faisant une boucle vers l’est en matérialisant une autre limite avec Corbeil-Essonnes. Trois routes départementales traversent la commune, la route départementale 91 qui fait office de rocade nord à la limite avec Ris-Orangis et pénètre ensuite le cœur de ville jusqu’au quartier du Bras-de-Fer, la route départementale 92 qui assure la liaison entre la nationale 7 au niveau des Champs-Élysées et l’autoroute A6 à proximité de l’université et la route départementale 93 qui traverse la commune d’ouest en est depuis Courcouronnes vers Étiolles et enjambe la Seine par le seul pont routier évryen pour rejoindre la route départementale 448.
En sus, deux branches de la ligne D du RER parcourent la commune, avec la ligne Villeneuve-Saint-Georges - Montargis en bordure de Seine et la ligne Grigny - Corbeil-Essonnes sur le plateau, quatre gares assurent la desserte locale :
- sur la première ligne : Grand Bourg, à la limite avec Ris-Orangis et Évry plus au sud
- sur la seconde : Évry-Courcouronnes, au centre-ville
- Bras de Fer-Évry-Génopole, à l’extrême sud
- Evry-Val-de-Seine, près des quartiers les plus anciens

Préfecture du département, la commune est le point de départ des lignes 91.01 (vers Brunoy) et 91.09 (vers Yerres) du réseau de bus Val d'Yerres Val de Seine, 91.04 (vers Arpajon) du réseau de bus Cœur d'Essonne, 91.05 (vers Massy) du réseau de bus Paris-Saclay, de la ligne 50 du réseau de bus de Sénart à destination de Savigny-le-Temple et le centre des lignes 401, 402, 403, 404, 405, 407, 408, 414, 414D, 415 et 453 du réseau de bus Évry Centre Essonne. Le trafic nocturne est assuré par le réseau de bus Noctilien avec les lignes N135 vers la gare de Villeneuve-Saint-Georges et N139 vers la gare de Paris-Est, en complément du RER.
Ville nouvelle jusqu’en 2001, la commune a été construite en intégrant dans les plans les moyens de circulations raisonnées, incluant un réseau de voies réservées aux autobus, des allées et mails permettant la circulation piétonne mais en faisant largement abstraction des pistes cyclables. Un projet de vélos en libre service similaire au Vélib' fut envisagé par la mairie mais abandonné face à ce manque.
L’aéroport de Paris-Orly est situé à treize kilomètres au nord-ouest, accessible directement par la route nationale 7, l’aéroport de Paris-Charles-de-Gaulle est lui à quarante-quatre kilomètres au nord-est, accessible de nuit par le noctilien N120 spécialement dédié. L’aéroport de Melun-Villaroche, situé à dix-huit kilomètres à l’est, devrait à terme voir son activité évoluer vers l’aviation d'affaires pour les centres urbains de Melun, Sénart et Évry,, l’héliport d'Évry situé sur la commune voisine de Lisses pourrait compléter cette offre d’accès aériens.
Deux lignes de transports en commun en site propre, inscrites dans le contrat de plan État-Région 2007-2013, dont l'une encore en projet, complètent le réseau de site propre existant.
Le ligne 12 du tramway d'Île-de-France est mise en service en décembre 2023 (d’abord annoncé pour 2017, puis 2018), reliant la gare d’Évry-Courcouronnes à la gare de Massy - Palaiseau en environ quarante minutes. L’enquête publique pour ce tronçon se tint du 7 janvier au 11 février 2013. Son prolongement, depuis Massy jusqu’à la gare de Versailles-Chantiers est envisagé en seconde phase.
La ligne 402 devrait également faire l’objet de travaux d’amélioration d’ici à 2025 (annoncée d'abord pour 2017, la crise du COVID-19 créea un retard important, les travaux d'aménagement comme le Bras de Fer, ont commencée en juillet 2022) , devenant alors la ligne 4 du T Zen entre Viry-Châtillon et Corbeil-Essonnes (terminus à la gare RER), soit une longueur de quatorze kilomètres. Le site propre bus ainsi réalisé sera compatible avec une conversion future en ligne de tramway. Le tracé a été soumis à concertation préalable fin 2011.

### Lieux-dits, écarts et quartiers

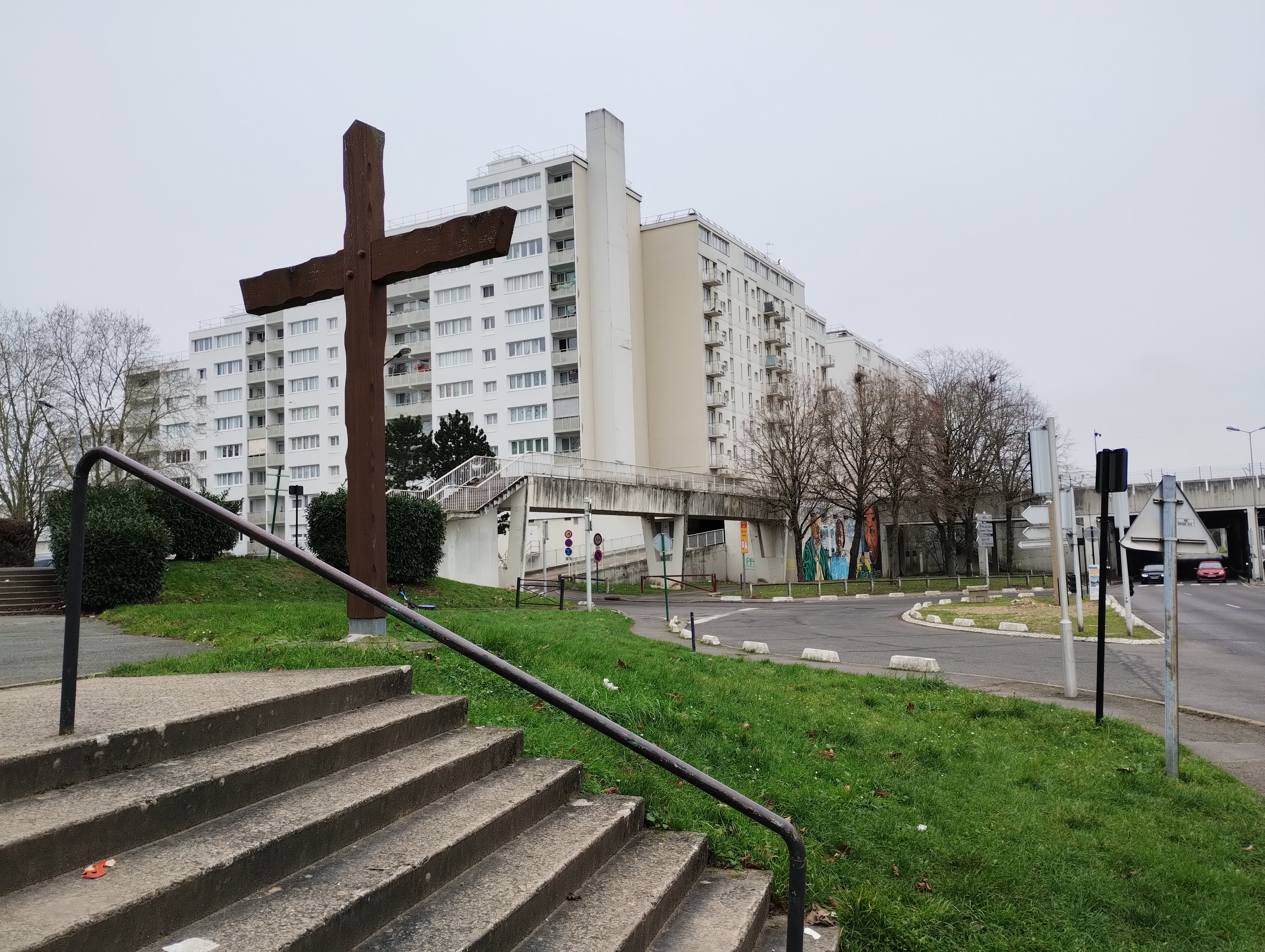
Le Parc aux Lièvres.

Du village d’Évry originellement placé sur la rive gauche de la Seine au sud de l’écluse ne subsiste plus que le nom du quartier, en partie remanié. Il s’ajoute aux quatorze quartiers récents, sortis de terres avec la création de la ville nouvelle entre 1969 et 2001. Entre la Seine et la route nationale 7, au nord se trouvent Grand-Bourg (partagé avec Ris-Orangis) et Champs-Élysées, à l’ouest le Champtier-du-Coq, au sud Aguado, le Mousseau, le Parc-aux-Lièvres et le Bras-de-Fer, ce dernier limitrophe de Corbeil-Essonnes. À l’ouest de la nationale se succèdent du nord au sud le Bois-Guillaume, Bois-Sauvage et les Pyramides, le nouveau centre-ville, les Aunettes, limitrophe de Lisses, et les Épinettes, limitrophe de Corbeil-Essonnes. L’Insee divise elle la commune en vingt-deux îlots regroupés pour l'information statistique soit : Bois Guillaume et Bois Sauvage, Loges, Pyramides Centre, Pyramide Sud, Centre urbain Nord, Centre urbain Coquibus, Aunettes Ouest, Aunettes Est, Épinettes Ouest, Épinettes Est, Épinettes Sud, Bras de Fer et Tourelles, Parc aux Lièvres, Mousseau et Bonhomme en Pierre, Aguado, Village, Champtier du Coq, Grand Bourg, Champs-Élysées, Centre commercial Évry II, Centre administratif et enfin Snecma. Les Pyramides et le Parc aux Lièvres sont classés zone urbaine sensible. Les Pyramides sont aussi une zone franche, conjointement aux Tarterêts sur la commune de Corbeil-Essonnes. Cinq autres quartiers sont classés prioritaires au titre du renouvellement urbain : Bois-Sauvage, le Centre Urbain Nord, le Champtier du Coq, les Aunettes et les Épinettes.

### Urbanisme
En 1960 fut créé l’institut d'aménagement et d'urbanisme de la région d'Île-de-France, qui adopta en 1965 le schéma directeur d'aménagement et d'urbanisme de la région parisienne. Il lança les projets de cinq villes nouvelles autour de Paris dont l’un comportait Évry et les quatre communes voisines de Lisses, Courcouronnes et Bondoufle. Sur la commune d’Évry s’implantèrent la majorité des grands ensembles, des bureaux et des équipements collectifs, laissant les industries et quartiers pavillonnaires au communes voisines. Après l’inauguration de la préfecture en 1971, premier immeuble construit au milieu des champs de betteraves, suivirent la création des quartiers du Parc-aux-Lièvres et du Champtier-du-Coq en 1972, à proximité du village historique entre Seine et nationale 7, puis Champs-Élysées, Aguado en 1974 et les Pyramides la même année, premier quartier à traverser l’axe routier. En 1975 fut inauguré le quartier commercial et culturel de l’Agora, avec la création du centre commercial Évry 2, suivi en 1978 par les gares d’Évry-Courcouronnes et du Bras-de-Fer.

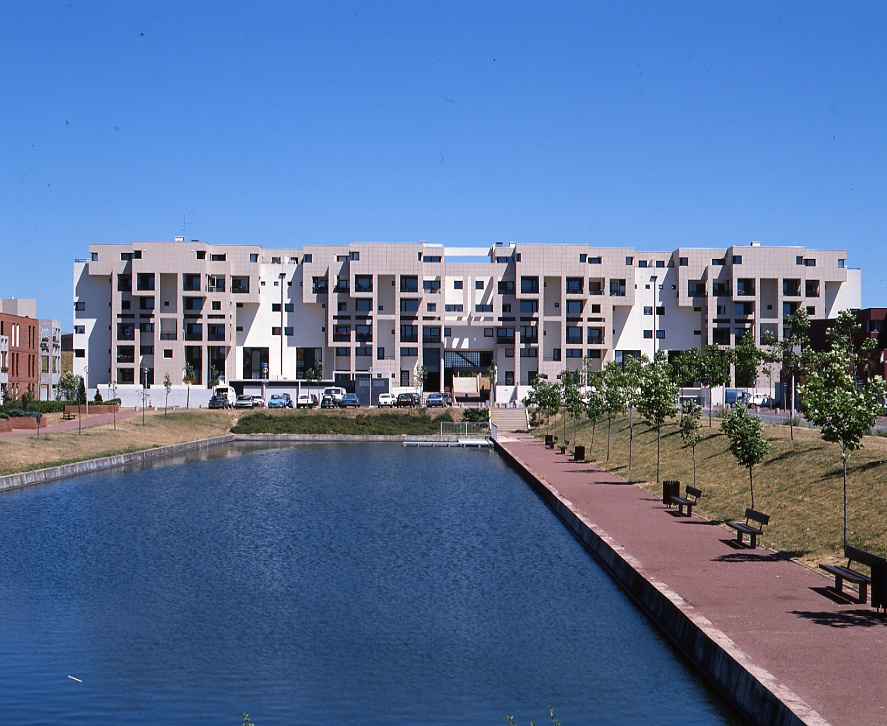
Immeuble de logements de l'opération Evry II, en 1986.

Devant la montée de l’urbanisation et les premières difficultés de circulation, une ébauche de centre-ville fut développée en 1978, accompagnée du percement de « passages » entre les quartiers, permettant un accès piétonnier ou réservé aux transports en commun et services de secours. Ce modèle fut à nouveau suivi lors de la création, en 1980, du quartier des Épinettes, piétonnier, véritable ville dans la ville avec son centre commercial, ses écoles, son collège, son centre de santé, puis le quartier des Aunettes, sur le même modèle et disposant des mêmes équipements. En 1983 fut achevé le Bois-Sauvage et en 1989 le Bois-Guillaume, marquant la fin de l’urbanisation d’habitat sur la commune. Les années 1990 virent l’achèvement des travaux avec l’implantation au cœur de la ville de l’université d'Évry-Val d'Essonne en 1990, l’inauguration de l’hôtel de ville en 1991 et de la cathédrale en 1995.
Aujourd’hui, l’ancienne ville nouvelle doit mettre en place un programme de renouvellement urbain face aux difficultés rencontrées dans ces quartiers disparates et séparés les uns des autres. Cette succession de constructions sur trente années, entamées dans le contexte florissant des Trente Glorieuses, entraîne aujourd’hui des difficultés d’intégration, des problèmes d’insécurité justifiant la signature d’un contrat local de sécurité et à la mise en place de travaux pour corriger les erreurs urbanistiques passées.
Un quartier stigmatise cet état de fait, les Pyramides. Projet lancé en 1971, construit sur un plan approximativement carré, autour d’un plan d’eau artificiel cerné par une place, et entouré par le vaste parc des Loges, avec une terrasse par appartement et des allées piétonnes, il devait permettre de renouer avec l’esprit village. Le quartier est aujourd’hui classé zone urbaine sensible et zone franche urbaine.

## Toponymie
Le nom de la localité est attesté sous les formes Aperacum à l’époque gauloise. Une mention en 50 av. J.-C. fait apparaître Apriacum ou parfois Avriacum. Au XIe siècle on trouve Auriacum, de Everiaco en 1158, puis en 1196 Aivriacum, parfois Evriacum. En 1326 Esvry ou Aisvry, puis à partir de 1376, le « s » fut remplacé par l’accent aigu et la mention du fleuve ajoutée pour distinguer d’Évry-les-Châteaux, donnant Évry-sur-Seine. Ce nom ne fut toutefois pas repris à la création de la commune le 31 octobre 1793 mais a réapparu dans le Bulletin des lois de 1801. En 1881, à la demande de l’industriel Paul Decauville lors de son mandat de maire, la commune prit le nom d’Évry-Petit-Bourg, bourg étant une altération du mot « bois » et non une référence à la taille de ce qui n’était alors qu’un village. En 1965, le lancement du projet de ville nouvelle impliqua le remplacement du déterminant complémentaire Petit-Bourg au profit de Ville-Nouvelle, jamais officialisée mais couramment utilisée.
La carte établie au XVIIIe siècle par César-François Cassini laisse apparaître déjà à cette époque les lieux-dits Grand-Bourg, Petit-Bourg, Neuf-Bourg, Mousseau, Bras-de-Fer et Bois-Briard entre la Seine et la route de Paris.
Le nom de la commune a vraisemblablement la même origine que les autres Évry, dont il existe deux possibles interprétations, du nom de personne gaulois ou gallo-roman Eburius, suivi du suffixe gallo-roman *-ACU « propriété de » ou du composé gaulois *Eburiacon « lieu (où se trouvent) des ifs », de eburo- « if » + suffixe *-āko(n)> *-ACU.
Selon Michel Roblin, le radical latin aper (sanglier), courant au Bas-Empire, est à l’origine du toponyme.

## Histoire

### Les origines
Une villa rustica fut installée en bord de Seine sur l’ancienne via Agrippa par un certain Aper[réf. souhaitée]. La première mention écrite du lieu remonte à l’an 998 lorsque le seigneur du lieu Ermenfred légua ses biens à l’abbaye de Saint-Maur. La commune fut appelée sous son nom actuel à partir de 1376 alors que la première église remontait au XIIIe siècle et fut ruinée lors de la guerre de Cent Ans.

### Évry et la noblesse de robe

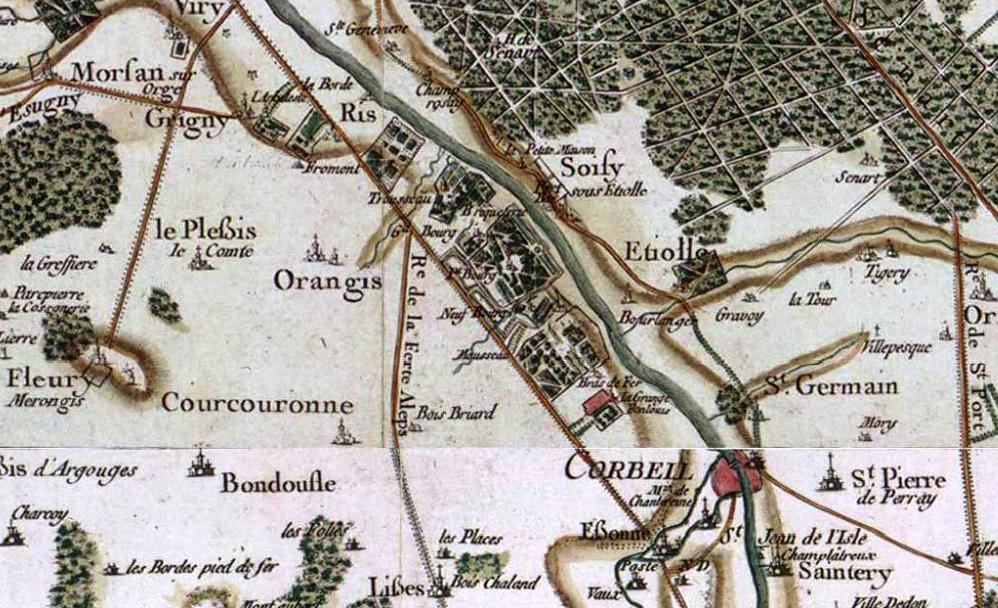
Carte du pays d’Évry selon Cassini.

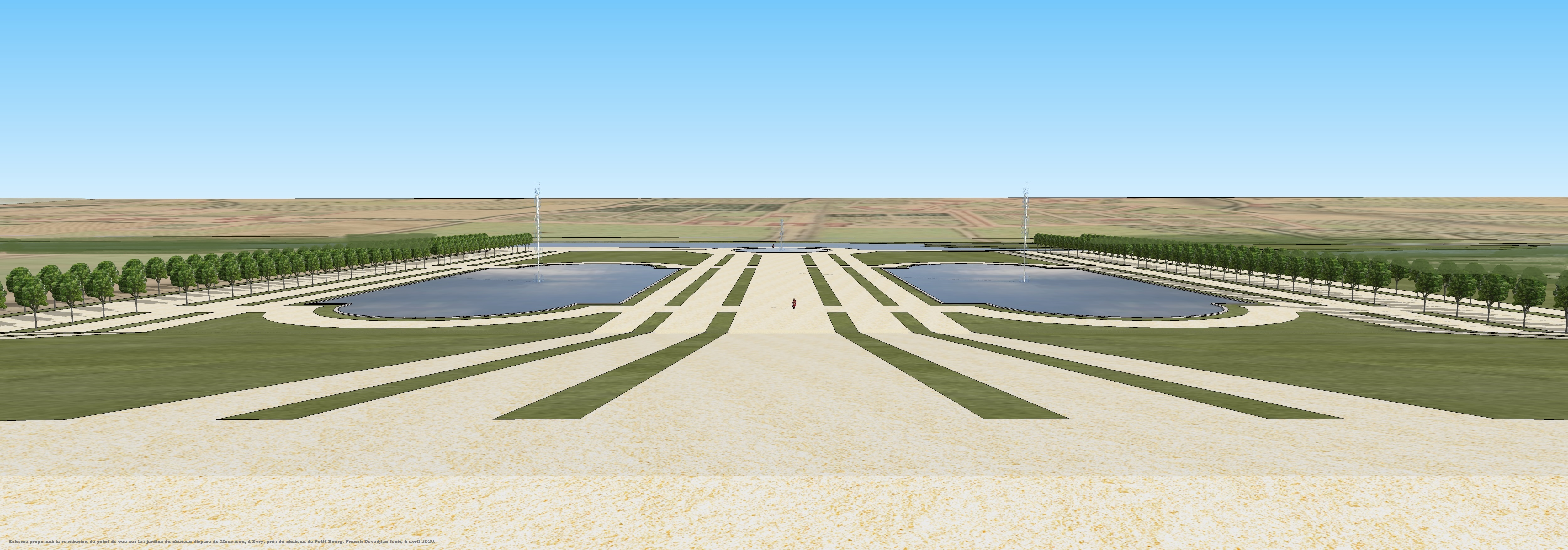
Schéma de la perspective des jardins du château de Mousseau, à Evry, début du XVIIIe siècle.

Au XVe siècle, l’église Saint-Pierre fut reconstruite dans un axe classique est-ouest. À partir de la Renaissance, la localité d’Évry-sur-Seine devint un lieu de villégiature pour les courtisans et surtout la noblesse de robe qui construisit sur les hauteurs de la rive gauche du fleuve des « maisons de campagne ». Ce fut l’âge d’or des châteaux de Beauvoir, Bataille, Petit-Bourg, Grand-Bourg, Mousseau, Neufbourg, et des Tourelles.
- Ainsi, ce fut la marquise de Montespan qui acquit vers 1695 Petit-Bourg où elle accueillit son amant le roi Louis XIV ; elle fut suivie en 1707 par son fils le duc d’Antin qui donna à l’église paroissiale des fonts baptismaux en marbre rouge. Démoli en 1750, il fut remplacé par un nouveau château construit par l'architecte Jean-Michel Chevotet vers 1756 ; il appartenait à la duchesse de Bourbon à la veille de la Révolution.
- En 1674 fut construit le château de Neubourg, en 1688 ; il fut racheté par le vicomte Jean-Baptiste de Rosta. Racheté en 1713 par le marquis de Raies, il fut détruit en 1775.
- Le château du Mousseau fut construit par Louise Renée de Penancoët de Keroual, puis occupé successivement par la famille de Cossé-Brissac, par la famille de Maupeou et enfin par la famille de Noailles avant d’être détruit en 1860.

En 1741, l’église fut doublement consacrée à Saint-Pierre et Saint-Paul. Le 4 avril 1789 se tint en l’église la réunion de doléances. À partir de cette époque commença l’exploitation de carrières de meulière.

### Les grands industriels
Après la Révolution française, la noblesse fut remplacée par de grands industriels qui dominèrent la vie de la commune. Le richissime Alexandre Aguado en fut maire de 1831 à 1840, il apparut comme un mécène et accueillait des hôtes illustres dont le général argentin José de San Martín. Au début du XIXe siècle, le prêtre catholique converti Théodore Ratisbonne reçut en don le château de Grand-Bourg, à charge pour lui de créer une structure d’accueil pour les jeunes filles juives voulant se convertir au christianisme. Ce fut la création de l’école Notre-Dame de Sion. Entre 1828 et 1830 fut construite la mairie-école au village et en 1830 le château de la Grange-Feu-Louis. En 1832, le cimetière, jusqu’alors situé autour de l’église, fut déplacé lors de la deuxième pandémie de choléra (1826-1841). Le 17 septembre 1840 fut inaugurée la ligne Paris-Corbeil et la nouvelle gare d’Évry-Petit-Bourg en présence des ministres des Travaux Publics, de la Justice et du Commerce. En 1850, un lavoir fut construit, mais les lavandières continuèrent d’utiliser le fleuve voisin.

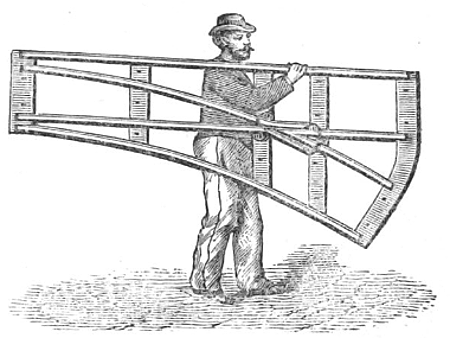
Ouvrier déplaçant un aiguillage système Decauville.

Peu après, le fils d’un agriculteur spécialisé dans la betterave distillée, Paul Decauville, inventa un nouveau mode de transport, la voie ferrée mobile qu’il breveta. Il installa alors les usines Decauville à Évry et plus tard Corbeil. En 1860, le riche banquier Ravenaz fit construire le château de Grand-Bourg. En 1862, il fit construire le château des Tourelles, vendu ensuite à la famille Pastré. Devenu maire en 1881, il obtint la modification du nom vers Évry-Petit-Bourg, du nom du château qu’il possédait. En 1906 fut construite l’écluse sur la Seine. En janvier 1910, le bas du village fut inondé lors de la crue de la Seine.

### Seconde Guerre mondiale
Lors de la Seconde Guerre mondiale, la Gestapo s’installa dans le château de Petit-Bourg. Plus tard, le 16 novembre 1943, les militants communistes et résistants Missak Manouchian et Joseph Epstein furent arrêtés au sortir de la gare par la police de Vichy et exécutés les 21 février et 11 avril 1944 au Mont-Valérien. Le 23 août 1944, la troisième Armée des États-Unis commandée par le général George Patton franchit la Seine par le pont reconstruit entre Étiolles et Évry. Bien qu’une plaque située à l'endroit où l’armée américaine a franchi la Seine à Évry-Petit-Bourg affirme que le Genéral Patton était responsable de cette opération, cette affirmation est erronée. En effet, les unités de la 3e Armée des États-Unis commandée par Patton ont traversé la Seine au sud de Paris à Sens et à Troyes, quelque 30–40 km au sud d’Évry. Le pont flottant à Évry-Petit-Bourg a été construit le 26 août 1944 par le 238 Engineer Combat Battalion, qui faisait partie du VIIme Corps (Gen. J. Lawton Collins), 1re Armée des États-Unis  (Gen Courtney Hodges).  Les chars qui ont franchi la Seine à Évry faisaient partie de la 3e Division Blindée de la 1re Armée des États-Unis, et non pas de la 3e Armée commandée par Patton.
Les châteaux ne résistèrent pas au conflit, et ce qui n’était alors qu’un village de villégiature avec 1 274 habitants en 1946, commença à croître et devenir une ville de banlieue,. À cette époque Georges Delbard acheta la ferme de Petit-Bourg pour y installer cinq hectares de serres à rosier. En 1949, le dernier château d’Évry (château de Beauvoir) fut vendu à la Sécurité sociale pour en faire un centre de réadaptation. En 1960, la commune fut reliée à la capitale par l’autoroute A6 et le 29 avril 1961 fut inauguré par le premier ministre Michel Debré le nouvel hôtel de ville de la commune, préfigurant de grands bouleversements.

### Évry, ville nouvelle
À la suite de la création du nouveau département français de l’Essonne par la loi du 10 juillet 1964, la commune devint son chef-lieu le 25 février 1965. C’est ensuite le 20 mai 1965 que fut décidée par l’institut d'aménagement et d'urbanisme de la région d'Île-de-France de construire cinq villes nouvelles autour de Paris (Évry-Ville-Nouvelle, Cergy-Pontoise, Marne-la-Vallée, Saint-Quentin-en-Yvelines et Melun-Sénart). Le schéma directeur d'aménagement et d'urbanisme confié à Paul Delouvrier comportait la création d’une nouvelle agglomération au sud de la capitale sur le territoire de quatre communes, Évry-Petit-Bourg (qui perdit son qualificatif), Bondoufle, Courcouronnes et Lisses. Le 12 avril 1969 fut effectivement constitué l’établissement public d'aménagement de la ville d’Évry, chargé d’acquérir des terrains, de les viabiliser, de les revendre avec un droit de construire à des promoteurs ou des industriels et de constituer des réserves foncières. Puis en application de la loi du 10 juillet 1970, un cadre juridique fut donné aux villes-nouvelles. En 1971, le président de la République Georges Pompidou inaugura la nouvelle préfecture, permettant ainsi aux services de déménager de Corbeil-Essonnes, ancienne sous-préfecture de Seine-et-Oise.
La construction de la ville s’enchaîna ensuite, avec l’emménagement des habitants des quartiers du Parc-aux-Lièvres et du Champtier-du-Coq en 1972, accompagnés de la nouvelle église Notre-Dame-de-l’Espérance et en 1973 du relais Saint-Jean, suivis par les quartiers Champs-Élysées, Aguado et les Pyramides en 1974, visité le 15 octobre 1972 par le ministre de l’équipement Olivier Guichard.
Cette même année, la commune vit l’installation du CNES après la fermeture du centre de Brétigny-sur-Orge. Le 22 novembre 1973 fut constitué le syndicat communautaire d’aménagement. Le 19 mars 1975 eu lieu l’inauguration du centre commercial de l’Agora avec notamment l’enseigne des Nouvelles Galeries, futur Évry 2, suivi en décembre par l’ouverture des gares d’Évry-Courcouronnes et du Bras-de-Fer sur ce qui allait devenir la ligne D du RER d'Île-de-France. En 1976 les nouvelles arènes furent le théâtre de l’élection Miss France. En 1977, l’église Saint-Pierre-et-Saint-Paul fut restaurée. En 1978 furent percés les passages permettant la constitution d’une ébauche de centre-ville et le cardinal François Marty vint célébrer une messe chrismale dans l’église du Parc-aux-Lièvres, puis entre 1979 et 1980 sorti de terre le quartier des Épinettes, suivi entre 1981et 1982 de celui des Aunettes. À partir de 1980 commencèrent les travaux de la synagogue communautaire. En 1978, la commune accueillit les locaux de l’École supérieure des géomètres et topographes puis en 1979 ceux de Télécom et management SudParis et en 1980 le groupement Arianespace.
Le 15 mars 1981, le candidat François Mitterrand tint un meeting à l’Agora. En novembre 1982, Jack Ralite, ministre de la Santé inaugura l’hôpital Louise-Michel sur la commune voisine alors associée de Courcouronnes. À la suite de la loi Rocard de 1983, le syndicat communautaire devint le syndicat d'agglomération nouvelle en 1985], l’année de commencement des travaux de la mosquée d'Évry-Courcouronnes. En 1983 fut aussi achevé le quartier de Bois-Sauvage et s’installa le deuxième magasin Ikea de France. En 1989, l’achèvement de l’ensemble de Bois-Guillaume, permit à la commune de dépasser le cap des trente mille habitants. En 1987 s’installèrent en centre-ville les sœurs moniales dominicaines et la commune reçut le titre de « ville championne d’entreprises » par le magazine Entreprendre, juste avant l’implantation de la nouvelle Université d'Évry-Val d'Essonne et de la chambre de commerce et d'industrie de l'Essonne, dans des locaux inaugurés le 28 septembre 1991 par le président de la République François Mitterrand en même temps que le nouvel hôtel de ville. Le 27 janvier 1990 fut ouverte au culte l’église adventiste du septième jour dans le quartier des Aunettes. À partir de 1992 commença le projet de construction de la pagode et la construction de la cathédrale de la Résurrection, achevée en 1995 et inaugurée lors de la visite du pape Jean-Paul II le 22 août 1997 alors que ne commençaient seulement les travaux de la pagode. Le 7 mars 1998, cinquante étrangers en situation irrégulière occupèrent la cathédrale pour ne la quitter que le 11 juin. Cette même année fut créé le Génopole avec les fonds du Généthon.

### Achèvement et renouveau
Le 28 août 2000, un décret prononça l’achèvement des opérations de construction et d’aménagement de la ville nouvelle d’Évry. Le 1er janvier 2001 le SAN devint donc une communauté d'agglomération baptisé pour l’occasion « Évry-Bondoufle-Courcouronnes-Lisses ». En 2001, la commune fut aussi ville-étape du Tour de France. Cette communauté s’élargit en 2003 à la commune voisine de Ris-Orangis alors que le 21 mai de la même année était inauguré le nouveau centre commercial Évry 2. Ce même jour, à l’orée de la guerre d'Irak, les communautés d’Évry montrèrent leur union à la mosquée avec un prêche commun du recteur et de l’évêque. Le 1er janvier 2004, la nouvelle structure prit le nom de communauté d'agglomération Évry Centre Essonne. Le 18 septembre 2005 fut installée la statue du Bouddha de la pagode, devenant alors effectivement lieu de culte. Le 30 octobre 2007 fut installé au centre commercial un aérophare, tour de soixante mètres de haut supportant un ballon lumineux de dix mètres de diamètre. Le 12 août 2008, la pagode fut inaugurée en présence du Dalaï-lama, du député-maire Manuel Valls et de l’évêque Michel Dubost.
Le 12 octobre 2018, un arrêté préfectoral entérine la fusion entre Évry et Courcouronnes au sein de la commune nouvelle d'Évry-Courcouronnes qui prend effet le 1er janvier 2019.

## Politique et administration

### Rattachements administratifs et électoraux

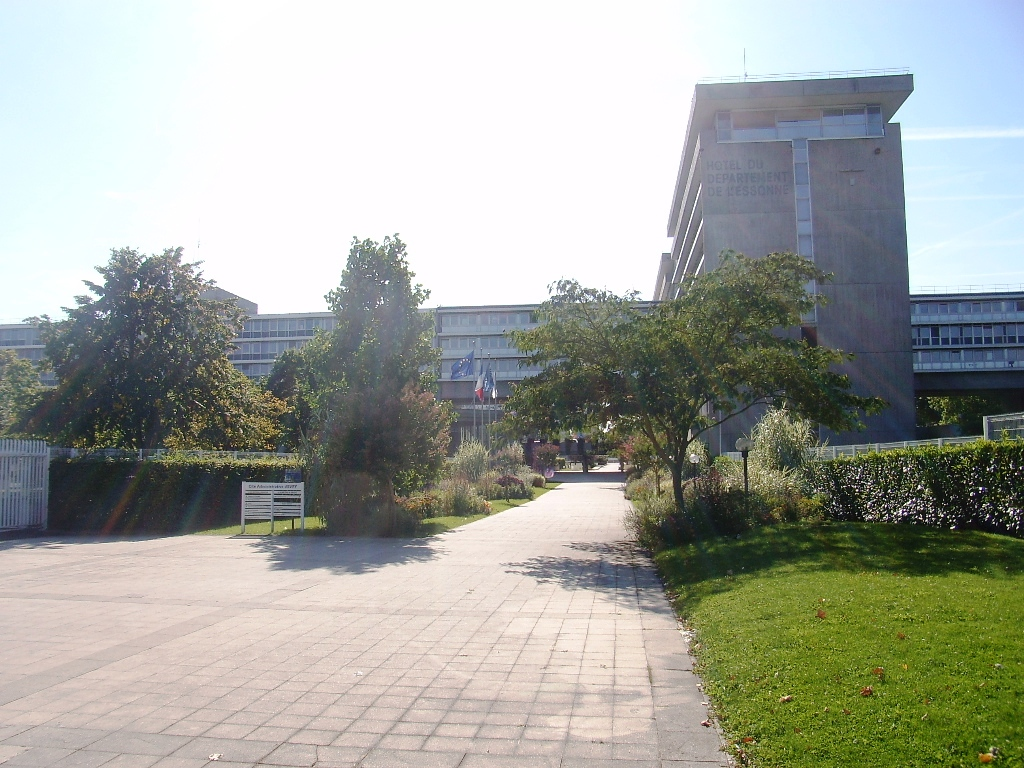
Le siège du conseil général de l’Essonne.

Antérieurement à la loi du 10 juillet 1964, la commune faisait partie du département de Seine-et-Oise. La réorganisation de la région parisienne en 1964 fit que la commune est désormais le chef-lieu du département de l'Essonne, de son arrondissement d'Évry, après un transfert administratif effectif au 1er janvier 1968.
Elle faisait partie de 1793 à 1967 du canton de Corbeil-Essonnes du département de Seine-et-Oise. Lors de la mise en place de l'Essonne, elle devient le chef-lieu du canton d'Évry, qui est scindé en 1985 pour former les cantons d'Évry-Nord et d'Évry-Sud. Dans le cadre du redécoupage cantonal de 2014 en France, la commune devient le bureau centralisateur d'un nouveau canton d'Évry.
Elle est aussi le siège d’une inspection académique, de la chambre de commerce et d’industrie, des directions départementales du travail, de l’emploi et de la formation professionnelle, des affaires sanitaires et sociales, de l’équipement, de l’agriculture et de la forêt, de la sécurité publique, de la concurrence, consommation et répression des fraudes, des services sociaux de la d’allocations familiales, d’assurance maladie et des services de l’Urssaf. En partie liée à cette situation, elle est aussi le siège du diocèse d'Évry-Corbeil-Essonnes rattaché à l’archidiocèse de Paris.
Toutefois, le tribunal administratif est resté à Versailles.

### Intercommunalité
La ville était membre de la communauté d'agglomération Évry Centre Essonne qui a pris la suite du syndicat d'agglomération nouvelle en date du 1er janvier 2001 conformément à la loi relative au renforcement et à la simplification de la coopération intercommunale.
Dans le cadre de la mise en œuvre de la loi MAPAM du 27 janvier 2014, qui prévoit la généralisation de l'intercommunalité à l'ensemble des communes et la création d'intercommunalités de taille importante, le préfet de la région d'Île-de-France approuve le 4 mars 2015 un schéma régional de coopération intercommunale qui prévoit notamment la « fusion de la communauté d'agglomération Évry Centre Essonne (91), de la communauté d'agglomération Seine-Essonne (91), de la communauté d’agglomération de Sénart en Essonne (91), et de la communauté d'agglomération de Sénart (77) et (l')extension du nouveau groupement à la commune de Grigny (91) », antérieurement membre de la communauté d'agglomération Les Lacs de l'Essonne.
La communauté d'agglomération Grand Paris Sud Seine Essonne Sénart, dont est désormais membre la commune, a ainsi été créée par un arrêté inter-préfectoral du 15 décembre 2015.

### Tendances et résultats politiques
Évry est une ville relativement populaire fortement ancrée à gauche de l’échiquier politique depuis de nombreuses années, et qui repousse les extrêmes, tant de droite que de gauche. Cette tendance se remarque aussi bien lors des élections nationales ou supra-nationales que lors des scrutins locaux. Caractéristique des cités populaires, à l’exception des élections présidentielles, la participation des Évryens est généralement assez basse. Pour les élections locales, on peut noter ces dernières années la réélection des élus socialistes en place, avec une progression notable de leurs résultats ce qui montre une satisfaction de la population envers leur politique et leurs actions[passage promotionnel].
Lors des scrutins nationaux, le Parti socialiste est sorti largement majoritaire lors des deux dernières présidentielles, en 2007 où Ségolène Royal (PS) obtenait 62,16 % des suffrages (contre 37,84 % pour Nicolas Sarkozy de l’UMP), et en 2002 où Lionel Jospin arriva en tête au premier tour avec 22,57 %, devant Jacques Chirac (15,29 %) et Jean-Marie Le Pen (14,26 %). Au deuxième tour de cette élection, le rejet de l’extrême droite se manifesta à nouveau puisque Jacques Chirac obtenait 86,18 % des voix, quatre points de plus qu’au niveau national. Pour ces deux élections, la participation s’établit à 84,39 % en 2007 et 78,64 % en 2002 soit approximativement autant qu’au niveau national (respectivement 83,97 % et 79,71 %). En 2012 pour l’élection présidentielle, la commune du directeur de la communication du candidat François Hollande (PS) lui offrit une très nette victoire avec 71,45 % des suffrages exprimés contre 28,55 % pour le président sortant Nicolas Sarkozy, avec une participation à 75,38 %.
Toujours lors des élections nationales, les législatives ont également été nettement en faveur du candidat socialiste, Manuel Valls étant élu en 2002 avec 60,68 % des voix contre 39,32 % pour Serge Dassault de l’UMP. La participation était cependant de seulement 57,94 % puis en 2007 avec une progression à 67,90 % des suffrages contre 32,10 % pour Cristela de Oliveira de l’UMP qui recule encore, et avec une participation encore moindre, de 52,79 %. Lors de la vague rose des élections législatives de 2012, l’ancien maire et député sortant Manuel Valls (PS) obtint 73,88 % des suffrages face à son adversaire Cristela de Oliveira mais avec une participation faible de seulement 43,12 % des inscrits.
Les élections européennes de 2004 ont vu une nouvelle victoire du Parti socialiste, plus forte encore qu’au niveau national avec 34,32 % pour Harlem Désir, nettement devant ses principaux adversaires gratifiés de seulement 9,78 % pour Patrick Gaubert (UMP), 9,19 % pour Marielle de Sarnez (UDF) et 9,01 % pour Marine Le Pen (FN). La participation fut plus faible que dans le reste du département (40,81 % de participation contre 44,79 % en Essonne). Au cours des élections européennes de 2009, les électeurs Évryens se sont distingués en plaçant en tête le candidat du parti socialiste Harlem Désir avec 21,31 %, suivi par Daniel Cohn-Bendit (Les Verts) avec 19,58 %, le candidat UMP n’arrivant qu’en troisième position avec 18,49 % des voix, cependant avec une participation très faible de seulement 31,67 %.
Au niveau local, les scrutins sont systématiquement remportés par la gauche parlementaire, lors des élections régionales de 2004 Jean-Paul Huchon (PS) l’emporta avec 63,20 % des voix contre seulement 26,99 % pour Jean-François Copé (UMP) et 9,81 % pour Marine Le Pen (FN), résultat renforcé par une participation relativement importante avec 61,88 %, seulement quatre points sous la moyenne régionale. Lors des élections régionales de 2010, Jean-Paul Huchon (PS) l’emporta avec 74,07 % des voix contre seulement 25,93 % pour Valérie Pécresse (UMP), avec une participation particulièrement basse de seulement 39,70 % des inscrits.
Cette même année, le canton d'Évry-Sud renouvela largement sa confiance à Francis Chouat (PS) avec 68,76 % des votes contre 31,24 % pour Jean Hartz (UMP) et une participation importante de 61,57 %, résultat qui préfigurait celui de 2008 dans le canton d'Évry-Nord où Michel Berson, président socialiste du conseil général fût réélu avec un résultat écrasant de 72,29 % face à Stéphane Beaudet (UMP) et ses 27,71 %. Ce résultat de 2008 est toutefois à nuancer à cause d’une participation extrêmement basse de 37,07 % au second tour contre 55,45 % au niveau national. En 2011 le candidat socialiste sortant Francis Chouat fut réélu dans le canton d’Évry-Sud avec 75,81 % des suffrages mais face à un candidat du Front national et avec une participation historiquement basse à seulement 35,34 %.
La commune, détenue par la gauche depuis 1977 a élu une première fois lors des municipales de 2001 Manuel Valls, socialiste protégé de Lionel Jospin avec 44,17 % malgré une triangulaire défavorable avec Pierre-Jean Banuls, de l’équipe sortante Divers gauche gratifié de 28,38 % des voix contre 27,45 % pour la seule liste de droite conduite par Jean de Boishue et avec une participation extraordinairement faible pour un scrutin municipal de 48,77 % des électeurs. Toutefois, le maire sortant, par ailleurs député, fut réélu lors des municipales de 2008 dès le premier tour avec 70,28 % des suffrages exprimés, la liste de droite se plaçant cette fois deuxième avec 13,91 % pour Francis Dominguez (UMP) devant Francis Couvidat candidat d’extrême gauche (8,20 %) et Joseph Nouvellon (7,61 %) du MoDem, mais avec une participation, particulièrement faible, de 47,55 %.
Malgré cette assise locale du député-maire Manuel Valls et sa prise de position (bien que tardive) en faveur du Oui, les Évryens ne le suivirent pas au Référendum de 2005 relatif au traité établissant une Constitution pour l’Europe votant pour le Non, qui remporta 54,67 % des suffrages contre 45,33 % pour le Oui avec une participation relativement importante de 65,52 % votant ainsi comme le reste du pays à 54,67 %, ou le département à 50,71 %. En 2000, lors du référendum sur le quinquennat présidentiel, les Évryens se sont prononcés à 77,96 % pour le Oui, mais seulement 27,18 % des électeurs avaient pris part à la consultation.

### Fusion de communes
Début 2018, les maires d’Évry et de Courcouronnes annoncent leur volonté de fusionner leurs villes au sein d'une commune nouvelle qui serait créée le 1er janvier 2019, afin de mieux peser face à la Métropole du Grand Paris et bénéficier d'une dotation globale de fonctionnement (DGF) augmentée de 5 %  pendant trois ans,,. La commune nouvelle, dénommée Évry-Courcouronnes, est ainsi créée au 1er janvier 2019 par un arrêté préfectoral du 12 octobre 2018. Évry et Courcouronnes sont communes déléguées jusqu'à leur suppression le 1er mars 2020.

### Liste des maires
| Période        | Période       | Identité        | Étiquette     | Qualité                                    |
| -------------- | ------------- | --------------- | ------------- | ------------------------------------------ |
| 9 janvier 2019 | 1er mars 2020 | Danielle Valéro | DVG (ex EÉLV) | 1re adjointe au maire d'Évry-Courcouronnes |

### Démocratie participative
La commune compte en 2008 un conseil municipal des enfants, un conseil local de la jeunesse, un conseil des sages et huit conseils de quartier qui disposent pour leurs actions d’un fonds d’investissement des quartiers et d’un fonds de participation des habitants.

### Finances locales
En 2009, la commune disposait d’un budget de 97 395 000 € dont 75 106 000 € de fonctionnement et 22 289 000 € d’investissement, financés pour 38,84 % par les impôts locaux, la même année la dette municipale s’élevait à 54 809 000 €. En 2009, les taux d’imposition s’élevaient à 18,70 % pour la taxe d'habitation, 20,89 % pour la taxe foncière sur le bâti et un taux très élevé de 144,95 % sur le foncier non-bâti et 16,67 % pour la taxe professionnelle fixée par l’intercommunalité.
L'endettement de la ville en 2000 s'élevait à 15 932 000 euros, et à 71 890 000 euros en 2012 au départ de Valls. À partir de 2013, la gestion faite par son successeur a été beaucoup plus rigoureuse, la dette restant stable à hauteur des 72 millions d'euros.

### Habitat
À la suite de l’EPEVRY, constitué en 1965 pour construire la ville nouvelle et suppléer les bailleurs privés, en 2009 vingt-quatre sociétés d’HLM gèrent un parc de 8 515 logements sociaux sur un total de 19 238 logements soit 44,26 % de logements sociaux, bien plus que les préconisations de la loi relative à la solidarité et au renouvellement urbains.

### Jumelages
| Évry Bexley Estelí Kayes Khan Younès Nowy Targ Repentigny Troisdorf |

Évry a développé des associations de jumelage et de partenariats avec :
- Bexley (Royaume-Uni) depuis 1966, en anglais Bexley, située à 354 kilomètres[117],
- Estelí (Nicaragua) depuis 1985, en espagnol Estelí, située à 8 841 kilomètres[118],
- Kayes (Mali) depuis 1991 située à 4 010 kilomètres[119],
- Khan Younès (Palestine) depuis 1999, en arabe خان يونس, située à 3 290 kilomètres[120],
- Nowy Targ (Pologne) depuis 1992, en polonais Nowy Targ, située à 1 295 kilomètres[121],
- Repentigny (Canada) depuis 1989 située à 5 506 kilomètres[122],
- Troisdorf (Allemagne) depuis 1972, en allemand Troisdorf, située à 418 kilomètres[123].

## Population et société

### Démographie
Aujourd’hui première ville du département de l’Essonne mais seulement trentième ville d’Île-de-France et cent troisième grande ville de France, Évry totalisait en 2007 52 600 habitants. Cette situation est toutefois récente, la commune, ne totalisant que six cents Évryens lors du premier recensement des personnes en 1793, n’était qu’un village en bord de Seine. Sa démographie fut d’ailleurs chaotique, passant à huit cent quatre-vingt-douze habitants en 1800 mais retombant à seulement cinq cent trente-six années plus tard, pour remonter à six cent dix-neuf en 1821 et à nouveau perdre une centaine de résidents en dix ans. Cette évolution perdura jusqu’à 1856 où le millier d’habitants fut pour la première fois franchi avec un total de 1 195 Évryens, retombé à neuf cent vingt-sept en 1876 et remonté à 1 293 cinq ans plus tard pour ne plus jamais redescendre sous la barre des mille. Autre fait remarquable, contrairement à de nombreuses communes, avec « seulement » quarante-huit victimes dans la commune,, les chiffres de démographies ne laissent pas apparaître d’accident après les périodes de conflits armés (guerre de 1870, Première et Seconde Guerre mondiale), la population augmentant en 1872, 1921 et 1946. L’explosion démographique intervint dès le début des années 1960, passant de 1 879 à 4 909 habitants entre 1954 et 1962, puis 7 113 en 1968 après le lancement de la ville nouvelle, 15 354 en 1975, 29 471 en 1982, 45 531 en 1990 et dépasser le cap des cinquante mille résidents avec le nouveau millénaire.
Au-delà des limites de la commune, Évry s’intègre dans ce qu’était la ville nouvelle et aujourd’hui une agglomération dépassant les cent mille habitants avec Lisses (7 206 habitants), Bondoufle (9 445 habitants), Courcouronnes (14 500 habitants) et Ris-Orangis (26 300 habitants) et qui dépasse les cent cinquante mille habitants si l’on ajoute la commune voisine de Corbeil-Essonnes et ses quarante mille neuf cent Corbeil-essonnois. Commune installée sur un territoire relativement exigu, il en résulte une densité importante de 6 231 habitants au kilomètre carré entraînant des difficultés sociales et sécuritaires importantes, 39,6 % des ménages n’étant pas imposés, 16,1 % ne revendiquant aucun diplôme, 19,5 % des foyers étant composés de familles monoparentales.

L'évolution du nombre d'habitants est connue à travers les recensements de la population effectués dans la commune depuis 1793. Pour les communes de moins de 10 000 habitants, une enquête de recensement portant sur toute la population est réalisée tous les cinq ans, les populations de référence des années intermédiaires étant quant à elles estimées par interpolation ou extrapolation. Pour la commune, le premier recensement exhaustif entrant dans le cadre du nouveau dispositif a été réalisé en 2008.

En 2016, la commune comptait 54 663 habitants, en évolution de +4,85 % par rapport à 2010 (Essonne : +2,89 %, France hors Mayotte : +2,11 %).
| 1793 | 1800 | 1806 | 1821 | 1831 | 1836 | 1841 | 1846 | 1851 |
| ---- | ---- | ---- | ---- | ---- | ---- | ---- | ---- | ---- |
| 600  | 892  | 530  | 619  | 518  | 572  | 600  | 590  | 883  |

| 1856  | 1861 | 1866 | 1872 | 1876 | 1881  | 1886  | 1891  | 1896  |
| ----- | ---- | ---- | ---- | ---- | ----- | ----- | ----- | ----- |
| 1 195 | 996  | 825  | 957  | 927  | 1 293 | 1 273 | 1 231 | 1 131 |

| 1901  | 1906  | 1911  | 1921  | 1926  | 1931  | 1936  | 1946  | 1954  |
| ----- | ----- | ----- | ----- | ----- | ----- | ----- | ----- | ----- |
| 1 269 | 1 338 | 1 136 | 1 146 | 1 194 | 1 222 | 1 045 | 1 274 | 1 879 |

| 1962  | 1968  | 1975   | 1982   | 1990   | 1999   | 2006   | 2008   | 2013   |
| ----- | ----- | ------ | ------ | ------ | ------ | ------ | ------ | ------ |
| 4 909 | 7 113 | 15 354 | 29 741 | 45 531 | 49 437 | 52 651 | 52 500 | 53 237 |

| 2016   | - | - | - | - | - | - | - | - |
| ------ | - | - | - | - | - | - | - | - |
| 54 663 | - | - | - | - | - | - | - | - |

### Pyramide des âges
Ville jeune par son urbanisation, Évry l’est aussi par sa population, la pyramide des âges montrant que 41,4 % des Évryens avaient moins de vingt-cinq ans et 24,4 % moins de quinze ans en 2006, quatre points de plus que pour l’ensemble du département. À l’inverse, les populations seniores ne représentent que 15 %, le troisième âge étant moins représenté avec seulement 1,4 % des résidents nés avant 1931 contre près de 2,5 % dans le département. Cette caractéristique démographique se retrouve dans les choix urbanistiques, la commune disposant de vingt-deux écoles élémentaires mais d’aucune structure d’accueil des personnes âgées.
| Hommes | Classe d’âge | Femmes |
| ------ | ------------ | ------ |
| 0,1    | 90 ans ou +  | 0,3    |
| 1,8    | 75 à 89 ans  | 3,2    |
| 7,5    | 60 à 74 ans  | 7,0    |
| 17,0   | 45 à 59 ans  | 18,1   |
| 22,2   | 30 à 44 ans  | 21,7   |
| 26,6   | 15 à 29 ans  | 26,3   |
| 24,9   | 0 à 14 ans   | 23,4   |

| Hommes | Classe d’âge | Femmes |
| ------ | ------------ | ------ |
| 0,3    | 90 ans ou +  | 0,8    |
| 4,4    | 75 à 89 ans  | 6,7    |
| 11,3   | 60 à 74 ans  | 11,9   |
| 19,9   | 45 à 59 ans  | 20,0   |
| 21,9   | 30 à 44 ans  | 21,4   |
| 20,6   | 15 à 29 ans  | 19,2   |
| 21,7   | 0 à 14 ans   | 20,0   |

### Enseignement

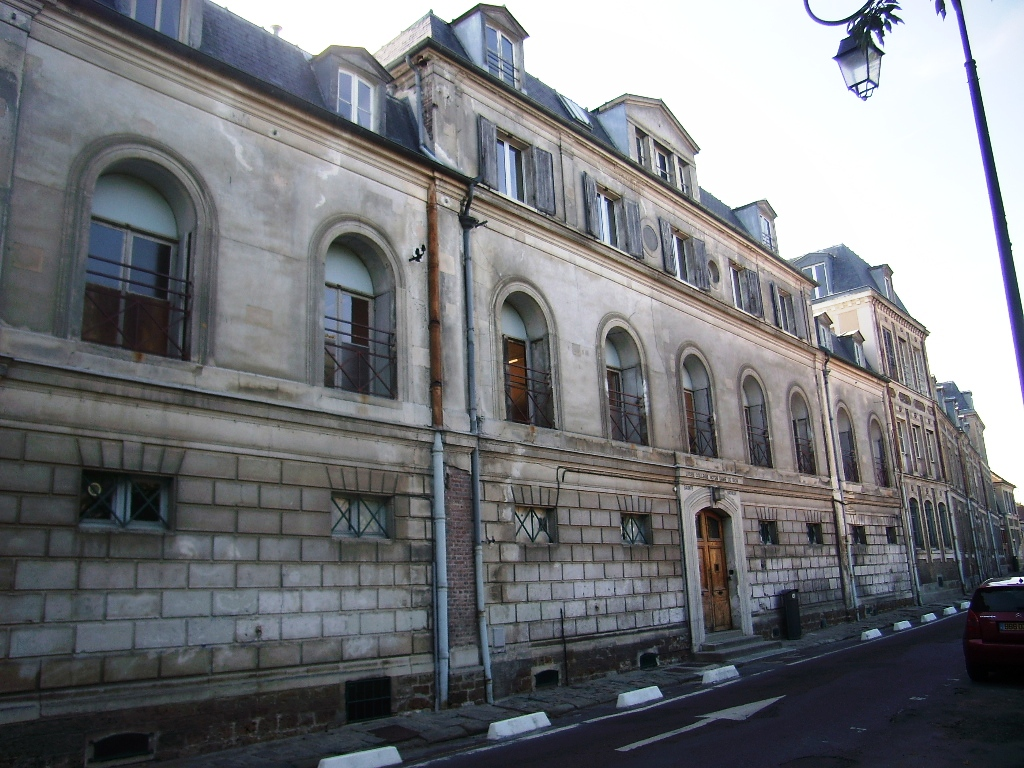
Le collège et lycée Notre-Dame de Sion.

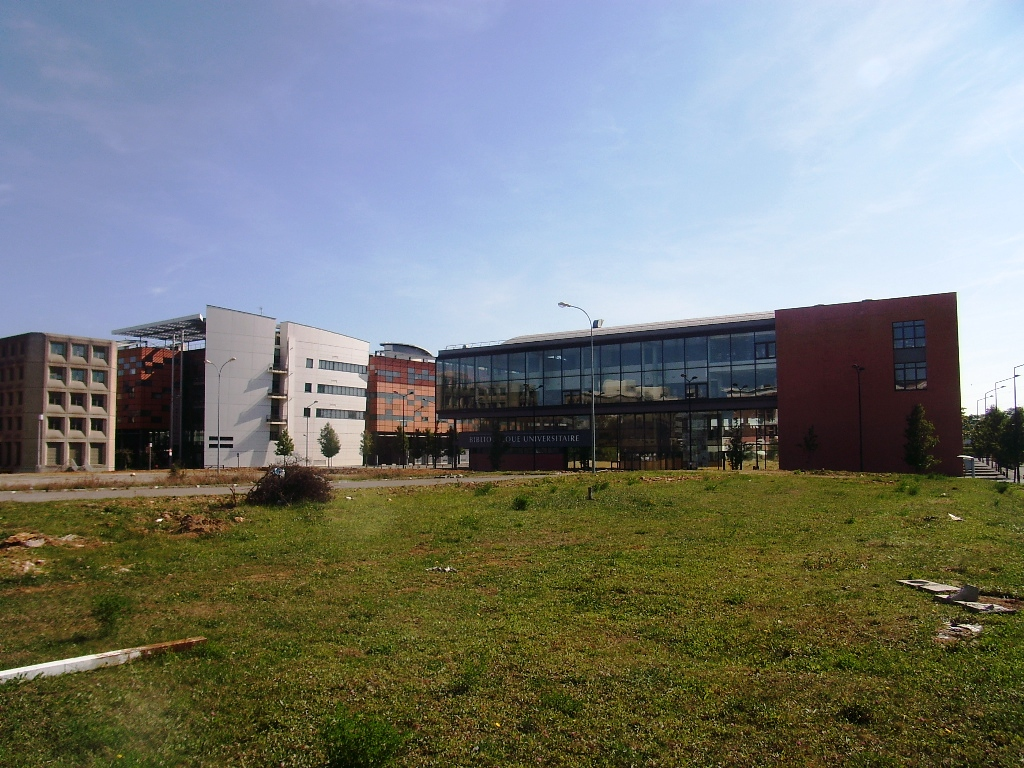
La bibliothèque et le bâtiment des sciences de l’université.

#### Enseignement primaire et secondaire
Les établissements scolaires de la commune sont rattachés à l’académie de Versailles. Elle dispose des cinq écoles maternelles Alphonse de Lamartine, du Petit Dragon, de la Poule Rousse, Aguado et La Fontaine, des cinq écoles élémentaires Jacques Cartier, Alexandre Dumas, Jules Verne, Maréchal Leclerc, François Mauriac, des seize écoles primaires Marco Polo, des Coquibus, Champs-Élysées, Maurice Genevoix, Albert Levasseur, du Parc aux Biches, Françoise Dolto, du Bois-Guillaume, du Mousseau, Georges Lapierre, Condorcet, Nicolas-Jacques Conté, la Communale, la Lanterne, Le Temps des cerises et Alain Savary. Cinq collèges permettent la poursuite de l’enseignement, tous disposant d’une section d'enseignement général et professionnel adapté, le Village, Montesquieu, les Pyramides, Paul Éluard et Galilée. Enfin, trois lycées dont deux professionnels complètent l’offre, du Parc des Loges, Charles Baudelaire et Auguste Perret. S’ajoutent l’école élémentaire privée Sainte Mathilde, le collège et lycée privé Notre-Dame de Sion et l’école technique de la Snecma.
Neuf crèches et quatre garderies accueillent les jeunes enfants, douze centres de loisirs, deux maisons de quartiers, sept espaces pour adolescents et une ludothèque permettent l’animation et l’accueil hors périodes scolaires. La FCPE et la PEEP disposent de locaux dans la commune.

#### Enseignement supérieur
La commune accueille plusieurs établissements d’enseignement supérieur, le premier étant l’université d'Évry-Val d'Essonne créée en 1991 dont le siège est situé en centre-ville, aux formations orientées vers la génomique, les technologies et les sciences de la société. Elle dispose aussi d’un institut universitaire de technologie ouvert en 1992 réparti en neuf départements dont six sur la commune et d’un institut universitaire professionnalisé avec dix spécialités. L’université accueillait en 2006 10 301 étudiants. Elle est associée à l’école nationale supérieure d’informatique pour l’industrie et l’entreprise (ENSIIE) implantée en 1984.
D’autres grandes écoles y sont aussi installées, Télécom SudParis et son école sœur Institut Mines-Télécom Business School qui à elles deux accueillent deux mille étudiants. Le conservatoire national des arts et métiers, Infosup, l’Instep et l’Irfase et l’école consulaire de la faculté des métiers de l'Essonne complètent l’offre d’éducation. De 1978 à 1997, elle accueillait aussi l’école supérieure des géomètres et topographes, depuis délocalisée au Mans. La commune a aussi développé un réseau d'échanges réciproques de savoirs baptisé banque des savoirs de l'Essonne à l’échelle du département.
Des écoles de formation (formation en alternance, formation continue) sont également présentes à Évry. Telle que l'ISEK qui propose divers parcours professionnels comme des BTS (comptabilité-gestion, assurances, gestion des PME...) ou encore des formations (Qualiopi, finances et comptabilités...).

### Santé
La ville d'Évry est associée au centre hospitalier Sud Francilien, situé sur le territoire de la commune de Corbeil-Essonnes, à la limite Sud du la commune d'Évry. À terme, il disposera de neuf cent soixante-quinze lits répartis sur les services de chirurgie, gynécologie et obstétrique, pédiatrie et médecine néonatale et psychiatrie, d’un pôle d’urgences, d’un plateau médico-technique permettant quatre mille accouchements, huit blocs opératoires ambulatoires et douze blocs lourds et un service d’imagerie médicale avec deux IRM, trois scanners, un TEP-scan, huit salles de radiographie, six salles d’échographie et deux salles de scintigraphie. Il sera impliqué dans la recherche en association avec le Génopole et disposera de trois mille mètres carrés affectés à la recherche scientifique.
La clinique de l’Essonne est implantée depuis 1992 au nord de la commune, elle dispose de quatorze mille cinq cents mètres carrés, de trente blocs opératoires, trois salles d’accouchement, un centre d’imagerie médicale, un laboratoire d’analyses et un centre de rééducation. S’ajoute la clinique du Mousseau, hôpital privé implanté en 1970 équipé de cent quatre-vingt-douze lits, un service d’urgences, une maternité, des services de chimiothérapie, hémodialyse et imagerie médicale.
Quatre centres de protection maternelle et infantile sont répartis aux Pyramides, au Champtier-du-Coq, au Parc-aux-Lièvres et à l’Agora accompagné d’un centre de planification familiale, d’un centre dentaire mutualiste, un centre de santé est implanté aux Épinettes. La Croix-Rouge française, le secours catholique et le secours populaire, le centre départemental de dépistage HIV 91 et la protection civile de l’Essonne ont leurs sièges sur le territoire évryens. Quatre cent vingt-deux médecins pour la plupart hospitaliers, vingt-six chirurgiens-dentistes et dix-sept pharmacies exercent sur la commune.

### Services publics

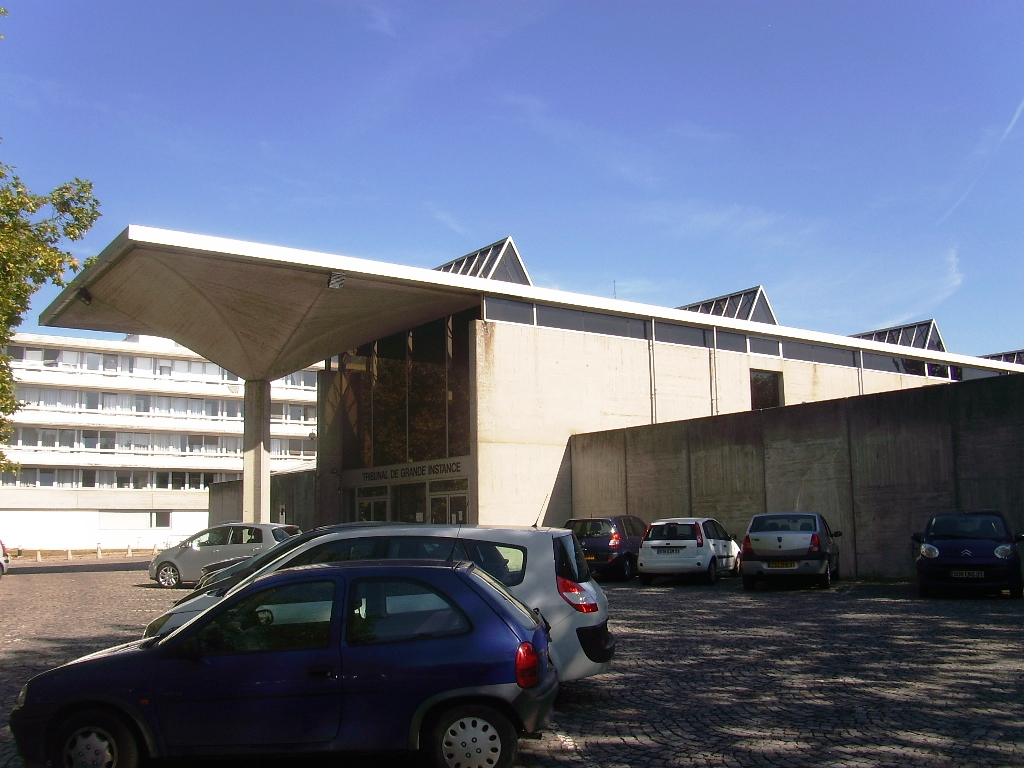
Le tribunal.

Évry est le chef-lieu du département et accueille ainsi la plupart des sièges d’organisations et d’administrations. La commune est le siège de l’organisation judiciaire en Essonne avec les tribunaux de grande instance, instance, commerce et du conseil de prud’hommes, tous rattachés à la cour d'appel de Paris ainsi que des services de la préfecture. Elle dispose d’une caserne de gendarmerie nationale et d’un hôtel de police nationale, auxquels s’ajoute la police municipale. La mairie et l’hôtel du conseil général de l'Essonne représentent les instances élues. S’ajoutent les diverses administrations telles que la délégation de la chambre de commerce et d'industrie de Paris, le siège de la chambre de commerce et d'industrie de l'Essonne, le siège de la communauté d'agglomération Évry Centre Essonne, les directions départementales de la caisse d’allocations familiales, les centres 101 et 114 de la caisse primaire d'assurance maladie, la direction départementale de l’Urssaf, la direction de l’inspection académique, les directions départementales du travail, de l’emploi et de la formation professionnelle, des services vétérinaires, des affaires sanitaires et sociales, des anciens combattants, de l’équipement, de l’agriculture et de la forêt, de la sécurité publique, de la concurrence, consommation et répression des fraudes, de l’agence nationale pour l'emploi et de la commission technique d'orientation et de reclassement professionnel. Le service départemental d'incendie et de secours est lui aussi implanté à Évry. Six bureaux de poste sont répartis sur le territoire en centre-ville, à l’Agora, aux Aunettes, au Parc aux Lièvres, au Village et aux Pyramides, la Banque de France dispose d’une succursale, l’Assedic, l’Apec, l’Anpe et la trésorerie générale sont implantées dans la commune. Une maison départementale des syndicats dispose de locaux en centre-ville. Cent neuf avocats, deux études notariales et deux cabinets d’huissier de justice exercent sur la commune.

### Sécurité

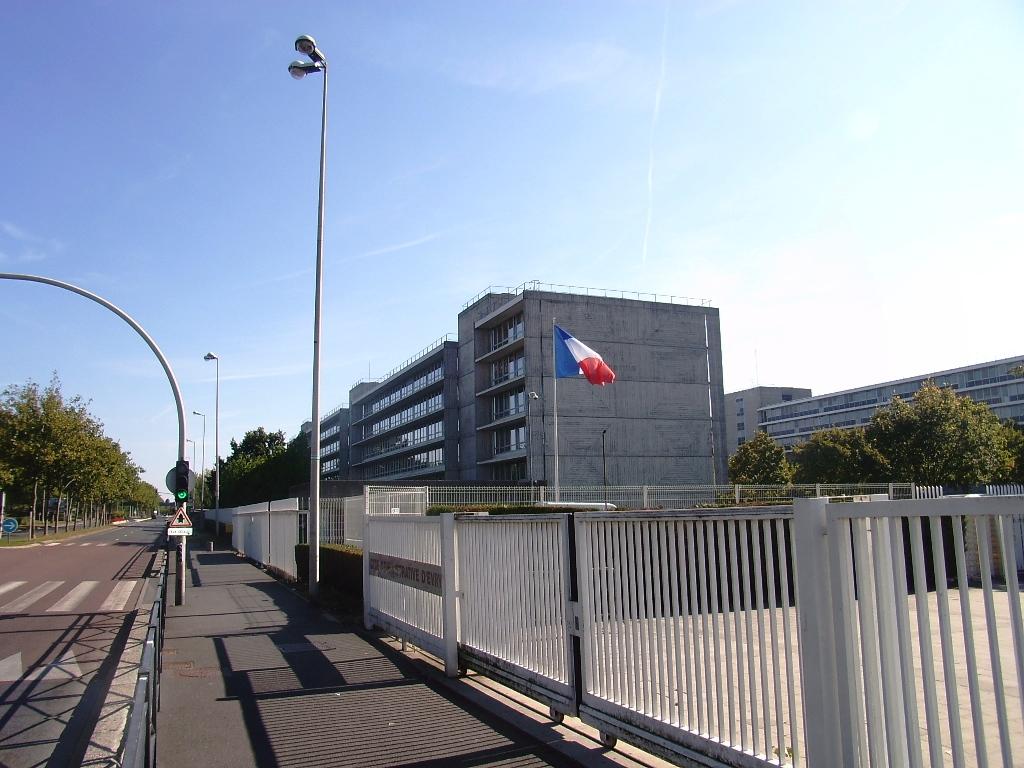
L’hôtel de la préfecture de l’Essonne.

La sécurité de la commune est assurée par une compagnie motorisée et une brigade de gendarmerie nationale, un hôtel et un commissariat central de police nationale, un hôtel de police municipale, elle dispose aussi sur son territoire du centre de secours communal.

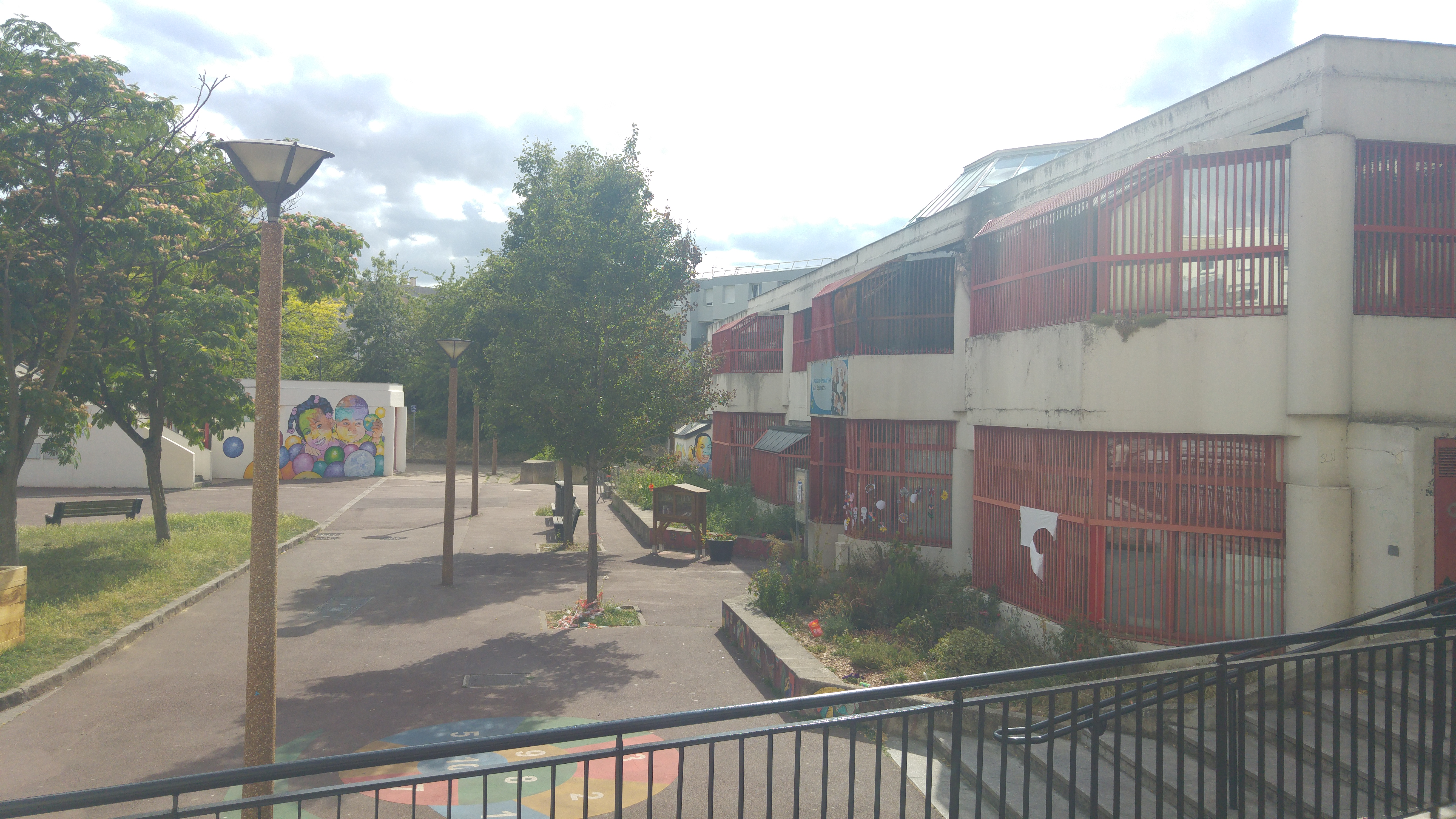
Centre de loisirs incendié lors des émeutes de l'été 2023, dans le quartier des Épinettes.

Malgré cette présence, Évry est encore souvent désignée comme étant l’une des agglomérations les plus dangereuses de France conduisant à des manifestations d’habitants, avec des faits divers régulièrement relatés dans la presse (expédition punitive en 2000, affrontements entre bandes en 1998, 2001 et 2008), parfois à tort[réf. nécessaire] lors de procès retentissant se déroulant au tribunal communal, comme celui de l’adolescent ayant poignardé son enseignante à Étampes, celui de Pierre Suard ou encore dans le procès très médiatisé de l’affaire Perruche. La commune fut pourtant moins touchée que d’autres lors des émeutes de 2005 malgré la découverte d’un atelier de confection de cocktail Molotov. Elle reçut même la visite de Nicolas Sarkozy pour constater les efforts fournis en 2005 et à nouveau en 2007, notamment par la mise en place de télésurveillance des commerces par la mairie ou le doublement des effectifs de police municipale, voulue par le maire socialiste en 2001.

### Culture

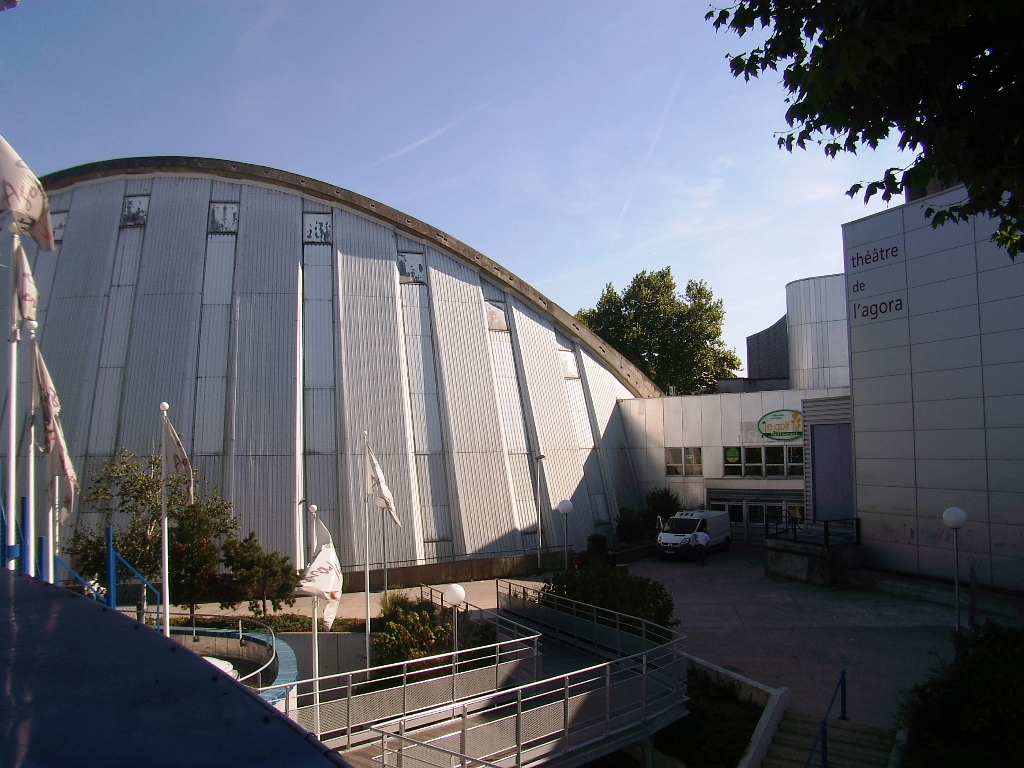
Le complexe du théâtre national de l’Agora.

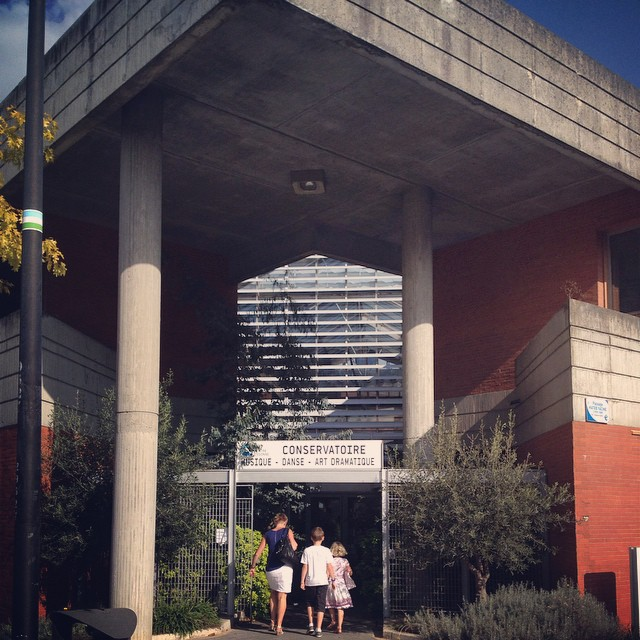
Conservatoire à rayonnement départemental d'Évry

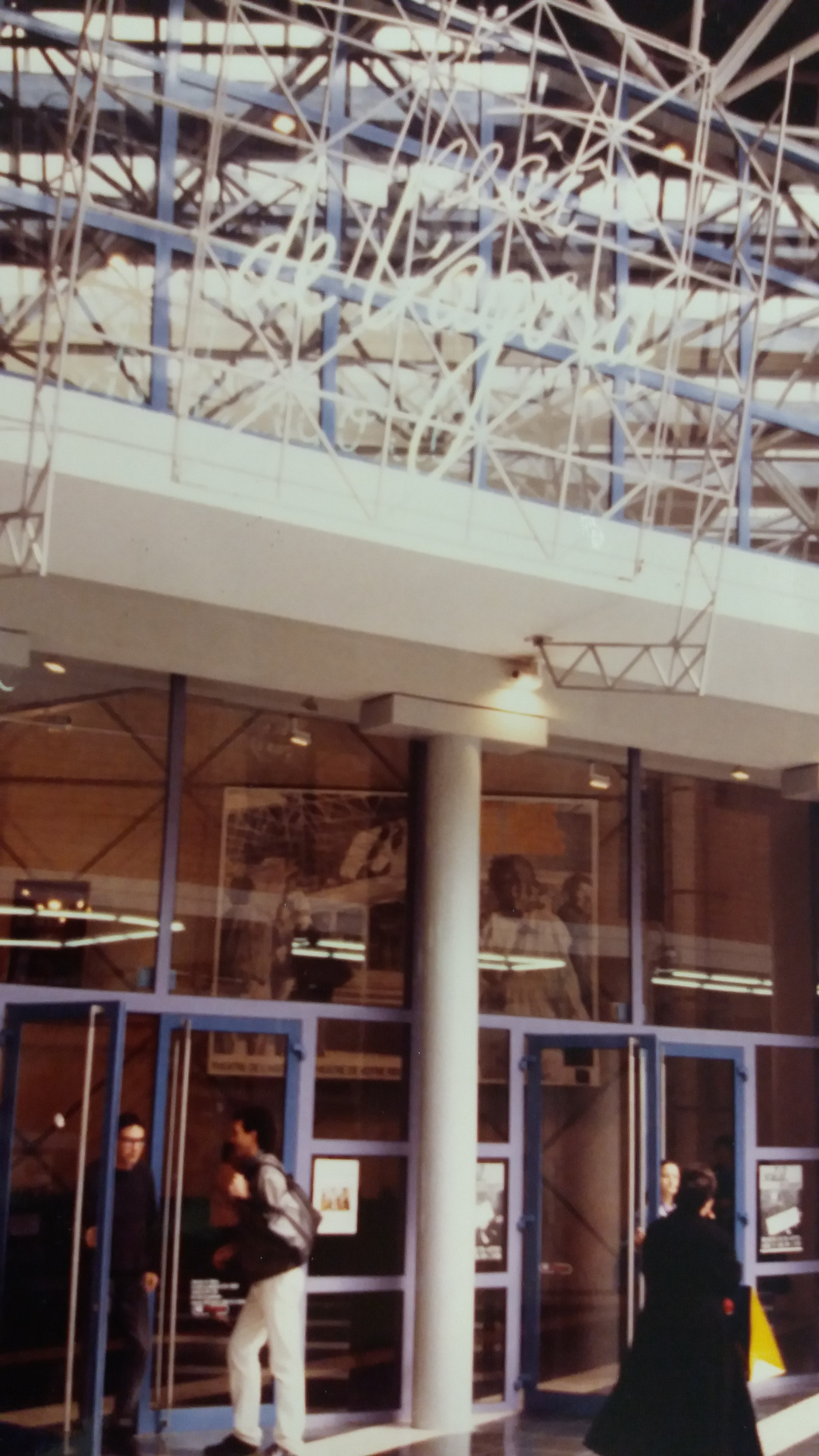
Entrée du Théâtre de l'Agora en 1990

Le principal lieu culturel de la commune est sa scène nationale de l’Agora disposant de deux salles où résident six compagnies de théâtre. Le premier spectacle du Théâtre de l’Agora/Centre d’Action Culturelle a lieu le 20 septembre 1986 sur la Place des Miroirs : « Mirages », spectacle-événement conçu et réalisé par le « Merveilleux urbain » de Ricardo Basualdo.
La commune dispose aussi en centre-ville des arènes de l’Agora construites en 1975 qui accueillent deux mille quatre cent spectateurs, du multiplexe de l’Agora géré par la CGR ouvert en 2001, au dix salles de cinéma dont trois de cinq cent vingt places chacune avec écrans géants et son numérique. S’ajoute la salle polyvalente boulevard Louise Michel et la salle des fêtes.
Inclus dans la cathédrale se trouve le musée Paul Delouvrier ouvert en 2007 qui présente sur trois niveaux, des expositions éphémères, des toiles d’art contemporain et des œuvres d’art sacré liturgique.
L’accès à la culture se fait aussi par la médiathèque de l’Agora, les bibliothèques du CLAE et des Aunettes, la discothèque la Lune Bleue, la MJC, la halle du rock, studio de répétition et d’enregistrement, le conservatoire municipal de musique, le conservatoire à rayonnement départemental de musique Iannis Xenakis et les ateliers d’arts plastiques.
La commune organise chaque année un salon du livre et la Semaine internationale des arts numériques et interactifs. Elle accueille aussi divers artistes en concert comme le groupe Noir Désir en 2002 à l’Agora où fut enregistré le DVD Noir Désir en images, Cedric Myton en 2006, Thomas Dutronc ou le groupe Tryo en 2008. La Fête de la musique est célébrée chaque année dans la commune.
Symbole de la culture urbaine développée à Évry, le film Yamakasi est largement inspiré des jeunes évryens et les rappeurs français Disiz, Al K-Pote, le duo Unité 2 feu ou Koba LaD en sont originaires.

### Sports
Commune jeune, Évry fut bâtie avec de nombreuses installations sportives réparties sur le territoire. Le stade Jacques-Deyrois-du-Roure en bordure de Seine offre un terrain de football d’honneur et deux annexes en synthétique et pelouse, quatre courts de tennis en terre battue et deux gymnases, s’ajoutent les complexes sportifs André-Thoison, du Parc-des-Loges et Jean-Louis-Moulin, l’espace omnisports de l’Agora, les sept gymnases Piat, les Écrins, du Champtier-du-Coq, du Village, Bonaparte, Carpentier et du Parc-aux-Lièvres, les piscines Jean-Taris et Espace Forme à l’Agora, le cercle nautique en bord de Seine qui comporte la base nautique et la base d’aviron et la Patinoire François Le Comte. Quatre clubs-house accueillent la cinquantaine d’associations et clubs présents sur la commune.
Plusieurs clubs évryens s’illustrent dans diverses disciplines comme l’AS Évry en football qui évoluait en troisième division nationale et en ligue de Paris Île-de-France et qui élimina le Sporting Toulon Var le 25 janvier 1986 en coupe de France, le Ville d’Évry SC (VESC), les Corsaires d'Évry en football américain qui évolue en deuxième division nationale et parfois en championnat d’élite de France, les Peaux-Rouges d'Évry en hockey sur glace qui évolue en deuxième division nationale, le SCA2000 qui fait partie d'ATHLE91 en athlétisme.
La commune accueille régulièrement des rencontres nationales comme celles de la fédération française de danse en 1981, en étant ville-étape du Tour de France 2001, elle est aussi candidate à l’organisation du Grand Prix automobile de France.

### Lieux de culte
- Évry est le siège du diocèse qui encadre les paroisses catholiques du département, elle accueille donc le groupe épiscopal composé de la cathédrale, de l’évêché et du monastère de la Croix et de la Miséricorde des dominicains. L’Église, rattachée au secteur pastoral d’Évry, dispose à Évry de la Cathédrale de la Résurrection Saint-Corbinien, de l’église Saint-Pierre-Saint-Paul, de l’église Notre-Dame de l’Espérance et du relais Saint-Jean[190].
- Le culte protestant est présent sur la commune avec l’église adventiste du septième jour[191] et l’église évangélique[192]. Les Témoins de Jéhovah possèdent une Salle du Royaume utilisée par une dizaine d'assemblées de fidèles[193].
- La communauté israélite dispose d’un centre communautaire couramment appelé synagogue d’Évry dans le quartier du Bras-de-Fer[194].
- Le culte bouddhiste dispose de la pagode Khánh-Anh inaugurée le 12 août 2008 par le Dalaï-lama[195].
- Le culte musulman est organisé autour de la mosquée d'Évry-Courcouronnes située dans la commune voisine[196].

Exception notable, la mairie accorde une part importante à la spiritualité et au mélange des cultures, s’arrogeant le qualificatif de « capitale spirituelle ».

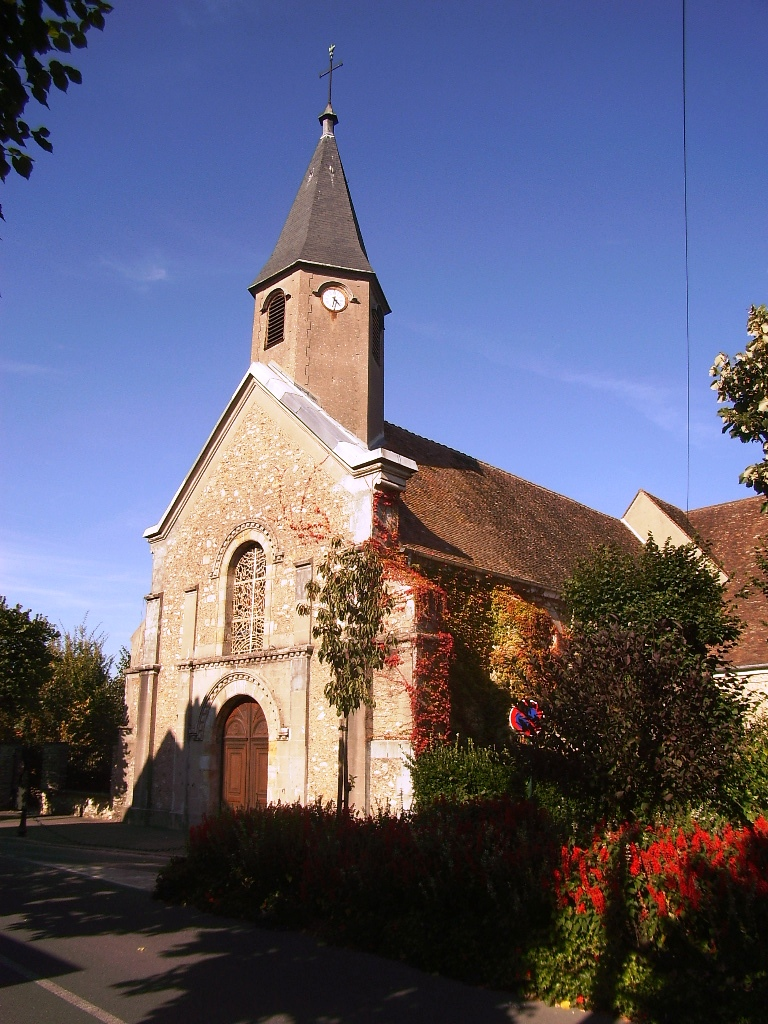
L’église Saint-Pierre-et-Saint-Paul.
La cathédrale de la Résurrection Saint-Corbinien.
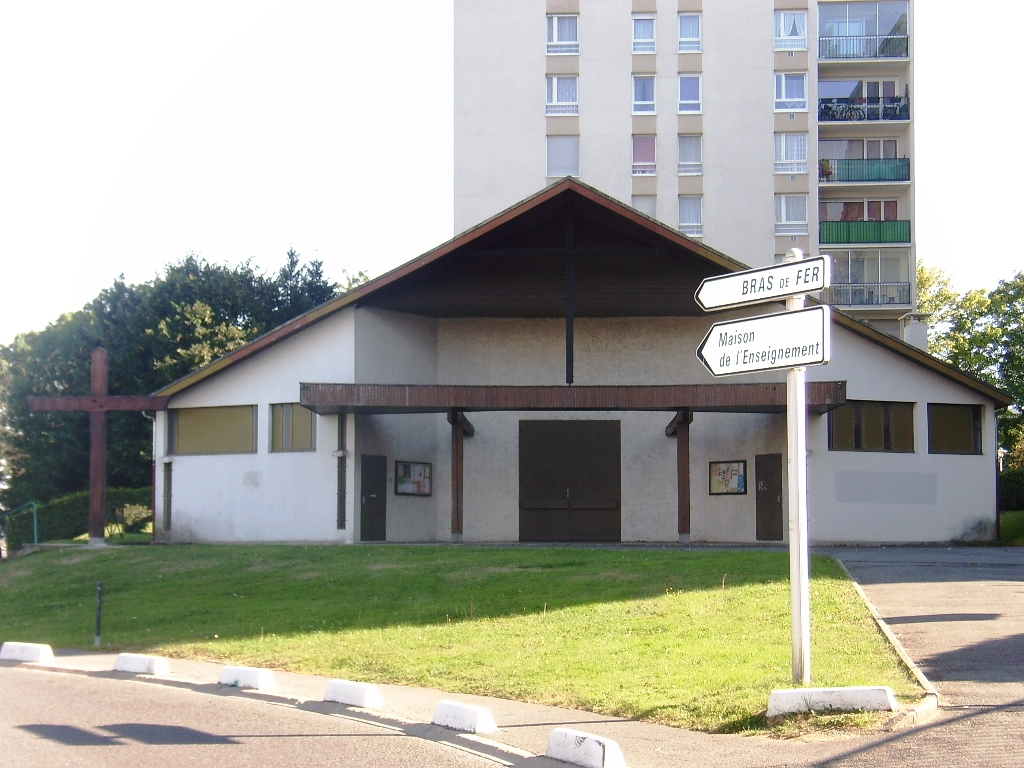
L’église Notre-Dame de l’Espérance.
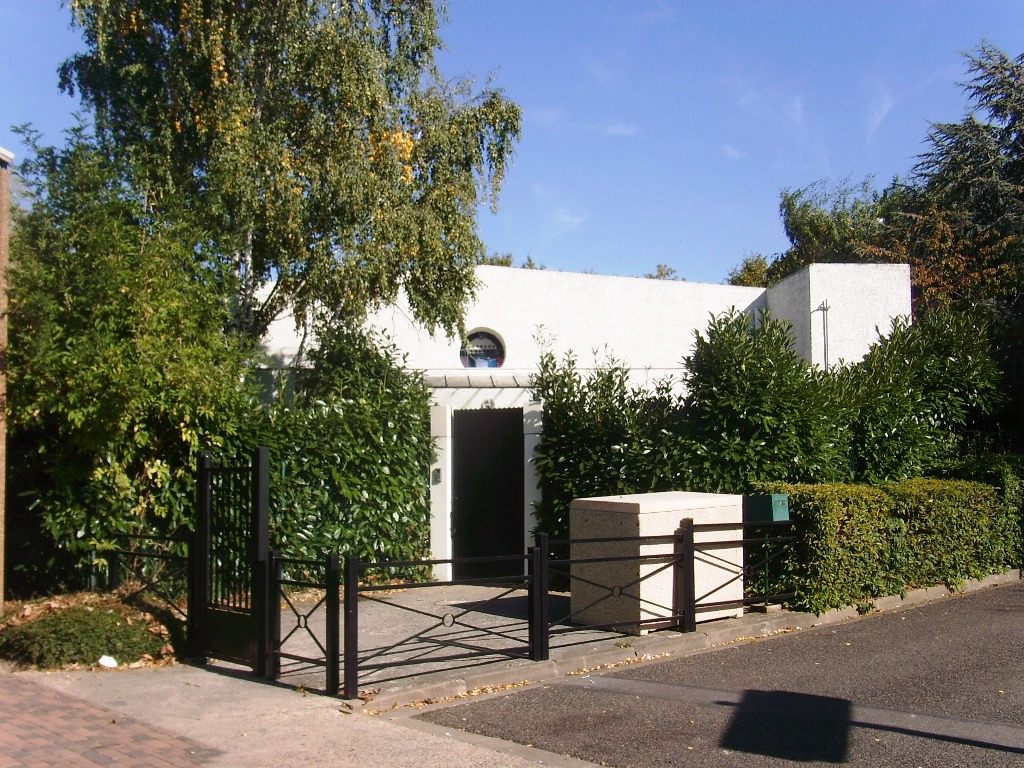
La synagogue du Bras-de-Fer.
la pagode Khánh-Anh.
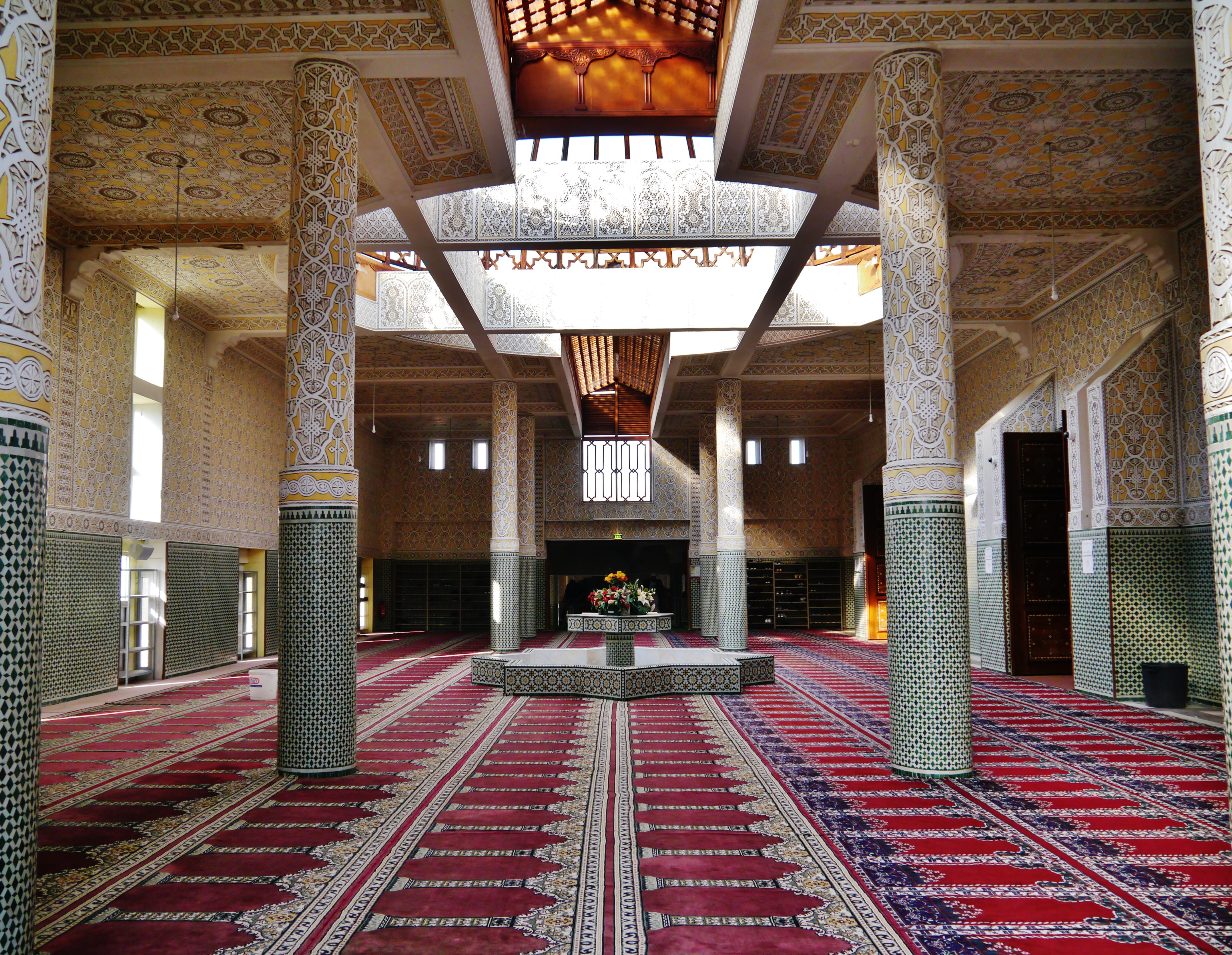
La mosquée d'Évry-Courcouronnes

### Médias
La commune est située dans le bassin d’émission des chaînes de télévision France 3 Paris Île-de-France Centre, IDF1 et Téléssonne intégré à Télif. L’hebdomadaire Le Républicain et le journal gratuit ParuVendu y ont leur siège comme la station de radio EFM, ils diffusent une édition destinée au Nord-Essonne. Le quotidien Le Parisien y dispose de son antenne locale, la radio Évasion FM y dispose d’une fréquence spécifique. Les étudiants de l’école Télécom SudParis et Télécom École de Management ont créé la radio associative EvryOne en 2002.

## Économie

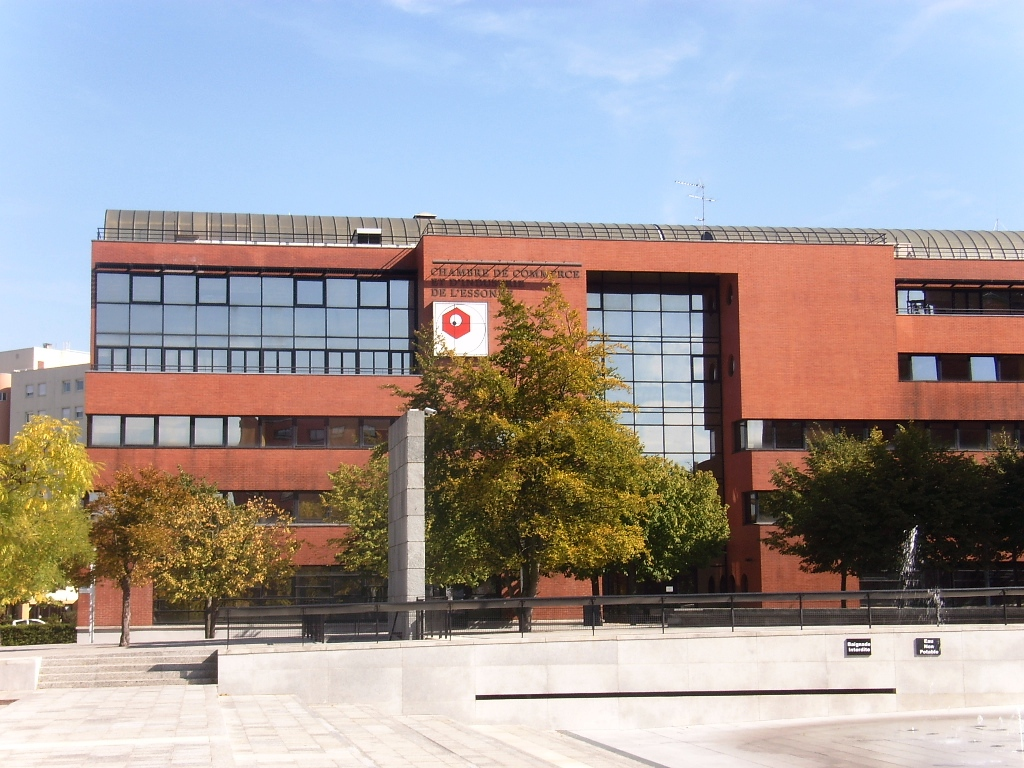
Le siège de la Chambre de commerce et d’industrie de l’Essonne.

Évry est l’un des pôles économiques du département et de la région, elle est le centre de la zone d’emploi définie par l’Insee qui regroupait en 1999 soixante-six communes en Essonne et Seine-et-Marne et 271 329 habitants, les Évryens représentant 18 % de cette population. Des vingt plus grandes entreprises situées dans le bassin d’emploi, Snecma avec deux mille quatre cent salariés, Carrefour Hypermarché France avec mille six cent quarante salariés, Sofinco avec huit cent dix sept, Accor avec mille cent soixante-dix salariés, Securitas avec trois cent salariés entre autres sont implantées à Évry. Si comme pour l’ensemble de la région, le secteur tertiaire est prédominant, l’industrie représente encore 21,4 % des emplois de la zone contre seulement 14,7 % en moyenne régionale. Les entreprises, dont les sièges sociaux de Toys "Я" Us France, Playmobil France ou Sofinco, sont implantées pour certaines dans le parc d’activités du Bois-Sauvage, mais dans une large majorité réparties sur différents points du territoire ou en partie sur les communes voisines comme la Snecma en grande partie située à Corbeil-Essonnes ou Accor en partie à Courcouronnes pour le centre de réservation et Lisses pour l’académie. Au total, ce sont deux mille huit cent soixante-dix-sept entreprises qui sont implantées sur le territoire communal, permettant à 32 353 Évryens de travailler sur la commune dont 29 621 dans le tertiaire et 1 896 dans l’industrie. Pour attirer plus d’entreprise, la commune et la communauté d’agglomération misent sur les infrastructures en proposant des connexions Internet à très haut débit par fibre optique, les universités et grandes écoles présentes, les pôles de compétitivité. En 2004, quatre hôtels dont un quatre étoiles proposaient trois cent soixante-sept chambres. Quatre marchés sont organisés place Jules Vallès, place du lieutenant Buisson, place des Aunettes et avenue du château. La commune bien qu’industrielle est aussi relativement préservée des émissions polluantes puisque seuls les sites de Dalkia, recensés pour ses rejets d’oxyde d'azote, et Snecma, pour ses rejets de trichloréthylène, d’acide fluorhydrique, de chrome et nickel, sont référencés.

### Emplois, revenus et niveau de vie
Malgré cette situation favorable, en 1999, deux mille trois cent dix-sept personnes étaient au chômage soit 13 % de la population active communale et la même proportion n’avait qu’un emploi précaire. En outre plus d’un tiers de la population dispose d’un statut d’employé, 11 % étaient ouvriers et seulement 23,8 % relevaient du statut cadre. Cette situation entraîne un revenu moyen relativement faible de 13 856 euros, la non-imposition de 49,4 % des ménages, et la location de leur logement par 59,1 % des résidents. En 2006, le revenu fiscal médian par ménage était de 13 401 euros, ce qui plaçait la commune au 27 303 e rang parmi les 30 687 communes de plus de cinquante ménages que compte le pays et au cent quatre-vingt-septième rang départemental.
| Répartition des emplois par catégorie socioprofessionnelle en 2006. |              |                                           |                                                   |                            |                          |                           |
|                                                                     | Agriculteurs | Artisans, commerçants, chefs d’entreprise | Cadres et professions intellectuelles supérieures | Professions intermédiaires | Employés                 | Ouvriers                  |
| Évry                                                                | 0,0 %        | 2,2 %                                     | 26,4 %                                            | 31,2 %                     | 29,4 %                   | 10,7 %                    |
| Zone d’emploi d’Évry                                                | 0,3 %        | 4,0 %                                     | 20,2 %                                            | 29,6 %                     | 28,2 %                   | 17,7 %                    |
| Moyenne nationale                                                   | 2,2 %        | 6,0 %                                     | 15,4 %                                            | 24,6 %                     | 28,7 %                   | 23,2 %                    |
| Répartition des emplois par secteur d'activité en 2006.             |              |                                           |                                                   |                            |                          |                           |
|                                                                     | Agriculture  | Industrie                                 | Construction                                      | Commerce                   | Services aux entreprises | Services aux particuliers |
| Évry                                                                | 0,0 %        | 9,6 %                                     | 2,5 %                                             | 11,9 %                     | 20,0 %                   | 6,8 %                     |
| Zone d’emploi d’Évry                                                | 0,9 %        | 13,5 %                                    | 5,4 %                                             | 14,6 %                     | 16,2 %                   | 6,9 %                     |
| Moyenne nationale                                                   | 3,5 %        | 15,2 %                                    | 6,4 %                                             | 13,3 %                     | 13,3 %                   | 7,6 %                     |
| Sources : Insee                                                     |              |                                           |                                                   |                            |                          |                           |

### Port de commerce

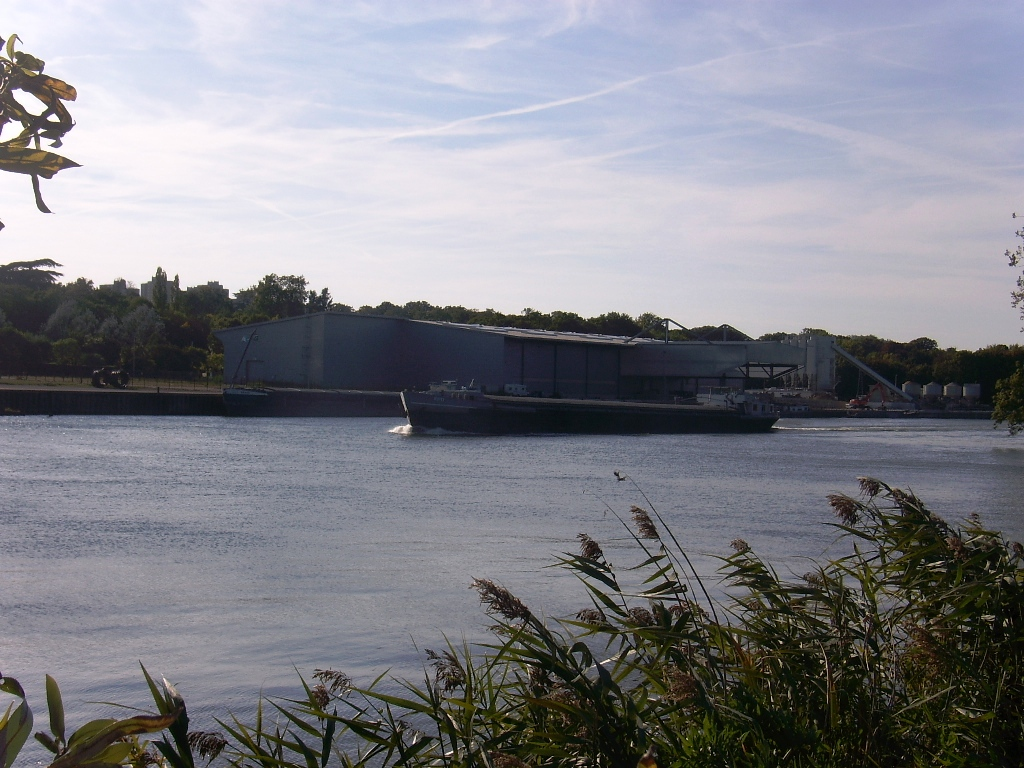
Le port de commerce.

Sur un kilomètre en bordure de la Seine, la commune dispose d’un port de commerce géré par le port autonome de Paris. Installé sur une surface de plus de quatre hectares, il a permis en 2001 le traitement de 154 600 tonnes de marchandises. Relié directement à la Francilienne et à la ligne de fret Paris-Sud, il devrait croître par l’adjonction d’un terminal à conteneurs.

### Centre commercial Évry 2

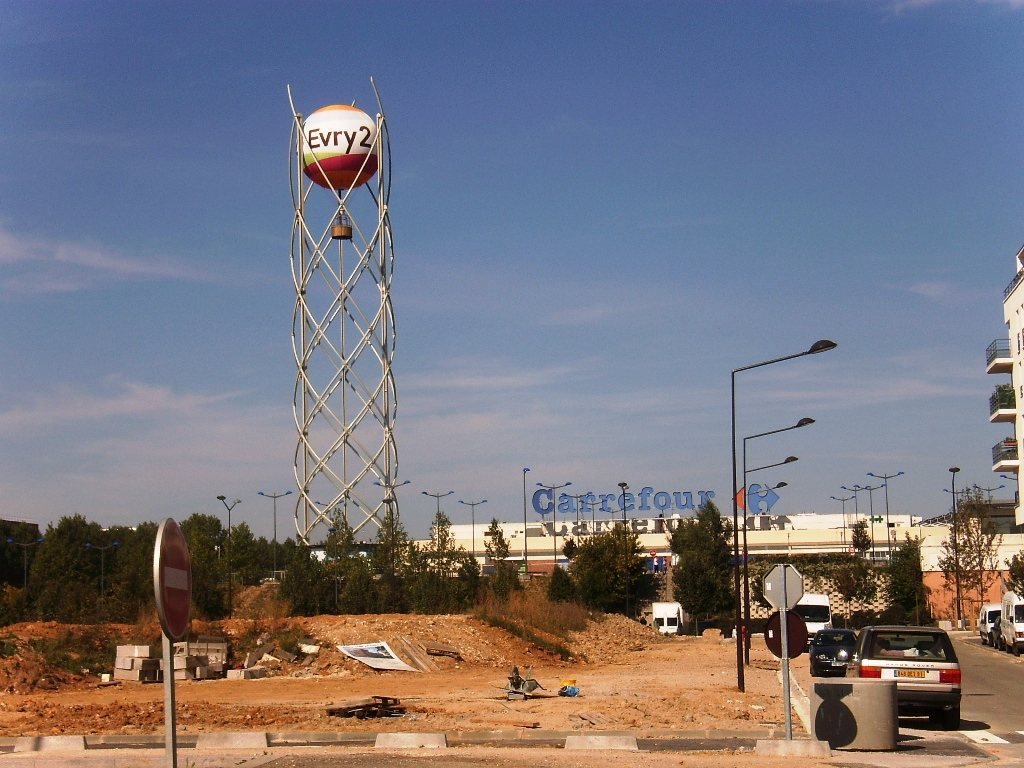
Le centre commercial et son aérophare.

Le centre commercial régional Évry 2 géré par la société des centres commerciaux est implanté depuis 1975 en centre-ville. D’une superficie de cent mille mètres carrés sur deux niveaux avec cinq mille trois cents places de parking, il accueille deux cent trente-cinq boutiques dont un hypermarché Carrefour, et une Fnac.

### Centre de recherche

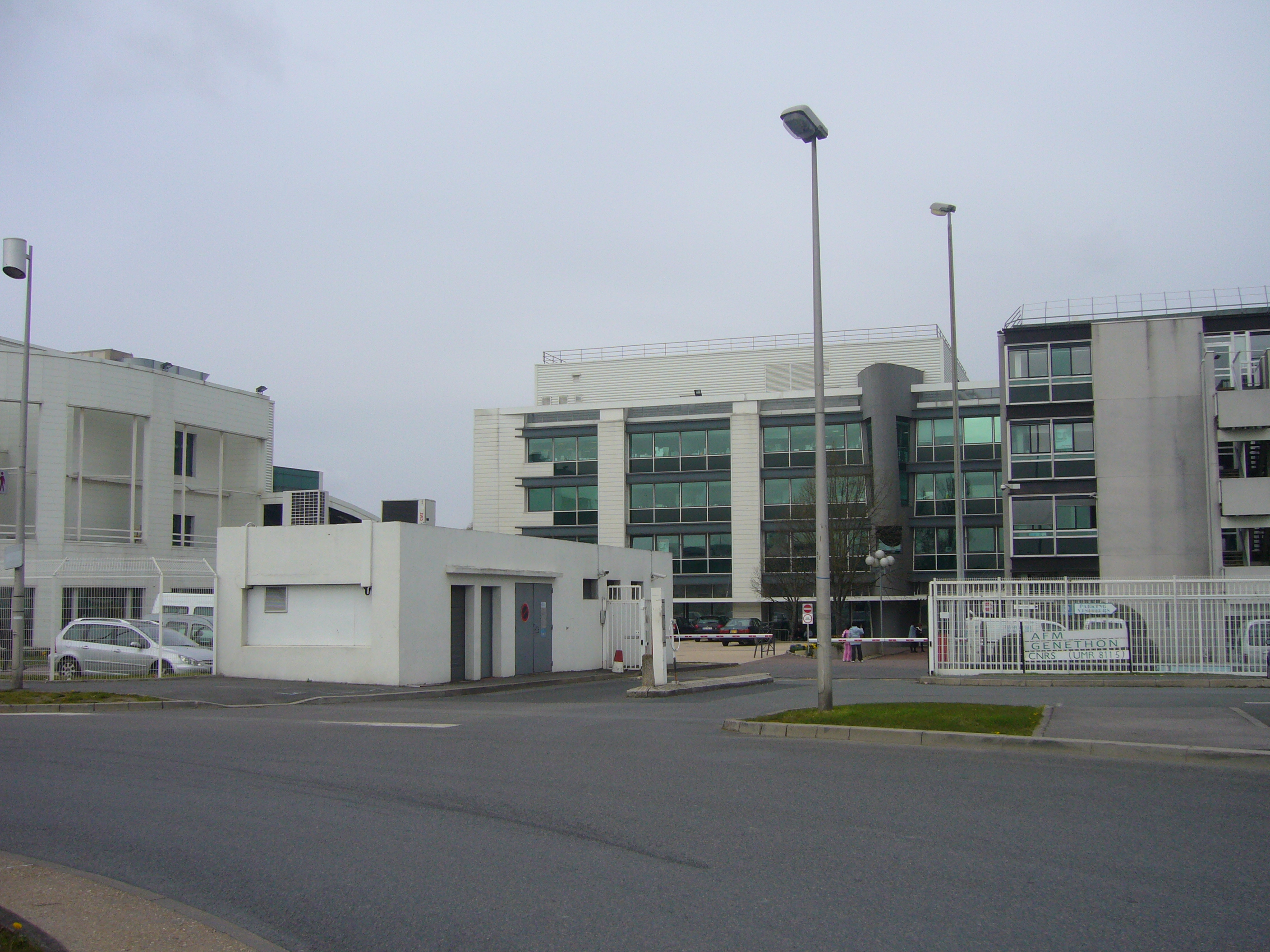
Le génopole.

Évry se pose comme un centre de recherche important, développé autour des axes de l’aéronautique et l’astronautique et de la recherche médicale. Autour de l’université d'Évry-Val d'Essonne et du conservatoire national des arts et métiers associés au pôle UniverSud Paris se sont implantés la Sagem, le centre national d'études spatiales, Arianespace et Starsem qui ont permis la création du laboratoire de recherche Cédric. Au titre de cette concentration de centres de recherche spatiale, Évry est membre de la communauté des Villes Ariane.
Un autre pôle très important est implanté depuis 1998 sur la commune autour du Génopole, du Genoscope et du Centre national de génotypage avec les fonds du Généthon et de l’AFM, tous deux installés à Évry. Avec l’université, ils ont permis le développement du Modèle Général de Systèmes. Diverses entreprises pharmaceutiques sont implantées à proximité dont Integragen. S’ajouteront en 2011 les laboratoires du centre hospitalier Sud-Francilien. La commune est en outre associée aux deux pôles de compétitivité que sont SYSTEM@TIC et Medicen.

### Centre administratif
La qualité de préfecture de la commune lui permet d’accueillir sur son territoire les sièges d’administration et services publics départementaux. Le conseil général et ses deux mille neuf cent agents est ainsi le premier employeur de la commune. Le tribunal, la préfecture, les directions départementales, la mairie et la communauté d’agglomération complètent cette offre d’emploi totalisant en 2005 13 481 agents des fonctions publiques.

## Culture locale et patrimoine

### Patrimoine environnemental

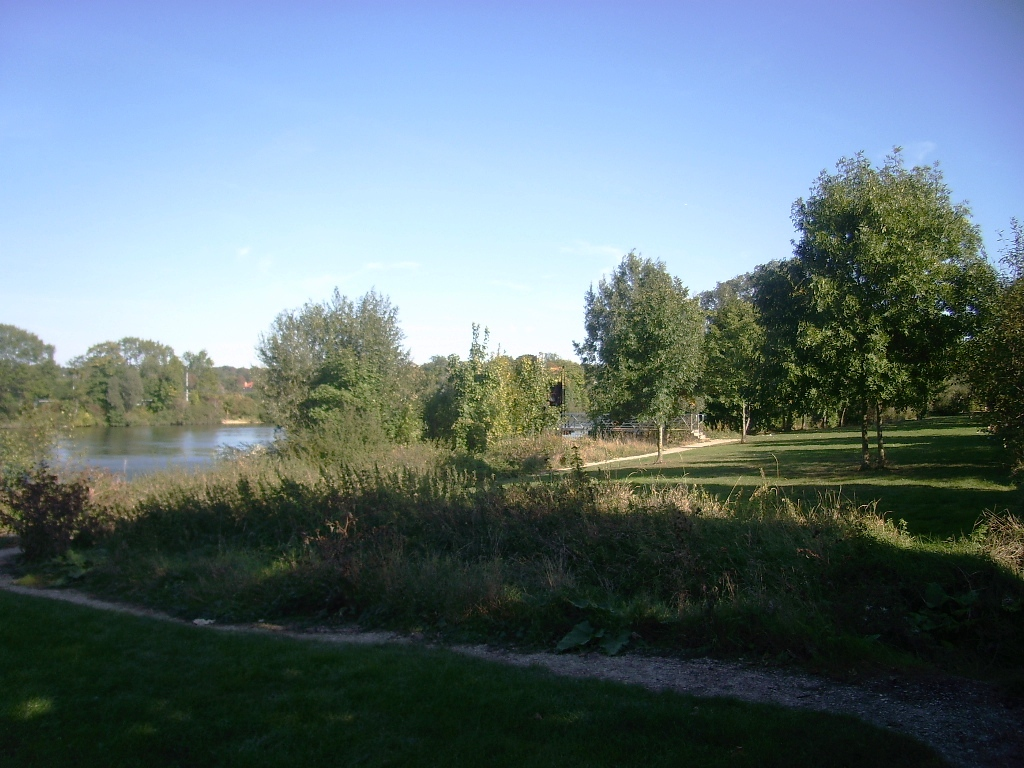
Le parc des bords de Seine.

Deux cent quarante-neuf hectares de terrains soit près de 30 % du territoire sont encore libres de construction. Évry, seule ville nouvelle francilienne à ne pas disposer d’une base de plein air et de loisirs, dispose cependant de cent hectares de parcs urbains répartis sur six sites, le parc Henri Fabre sur quinze hectares vallonné avec la terre déblayée des travaux des Halles de Paris, le parc des Loges sur quinze hectares, le parc des Coquibus sur vingt hectares, le parc des Tourelles sur onze hectares, le parc Bataille sur huit hectares, le parc Pompidou sur près de deux hectares, le parc des bords de Seine sur huit hectares, le bois Sauvage et le bois de la Grange, les espaces verts Mousseau sur un hectares huit cents et Champs-Élysées sur un hectare cinq cents, le square de la Résistance participent à l’embellissement de la commune. Ce patrimoine permet à Évry d’arborer trois fleurs au concours des villes et villages fleuris. Le sentier de grande randonnée GR 2 traverse la commune en bordure de la Seine.

### Patrimoine architectural
Ville nouvelle bâtie en majorité durant les trente dernières années du XXe siècle, Évry dispose cependant d’une architecture témoignant de son histoire préalable. Du château de Petit-Bourg ne subsistent aujourd’hui que les anciens communs construits entre le XVIIe siècle et le XVIIIe siècle. Le XVIIIe siècle a aussi laissé à la commune l’église Saint-Pierre-et-Saint-Paul reconstruite à cette époque, sa nef est placée en contrebas, son transept comporte une chapelle dédiée à la Vierge Marie, mais la voûte à croisée d'ogives quadripartite remonte au XIIIe siècle et les fonts baptismaux en marbre rouge furent offerts par le duc d’Antin. Sur le mur sud de la nef L'Adoration des Bergers un tableau du peintre Simon Vouet. L’ancien presbytère situé en face fut construit en 1626. Le XIXe siècle a laissé la maison d’accueil Sainte Geneviève des sœurs de Notre-Dame de Sion, la chapelle de cette école, l’ancienne ferme construite en 1862, dépendance du château des Tourelles aujourd’hui détruit, le lavoir construit vers 1850, la gare d'Évry-Val-de-Seine, construite vers 1840, l’ancienne mairie construite entre 1828 et 1830 et le château de Beauvoir construit en 1860 dans un style néoclassique. Deux autres châteaux aujourd’hui détruits agrémentaient la rive gauche de la Seine, le château du Mousseau et le château de la Grange-Feu-Louis.

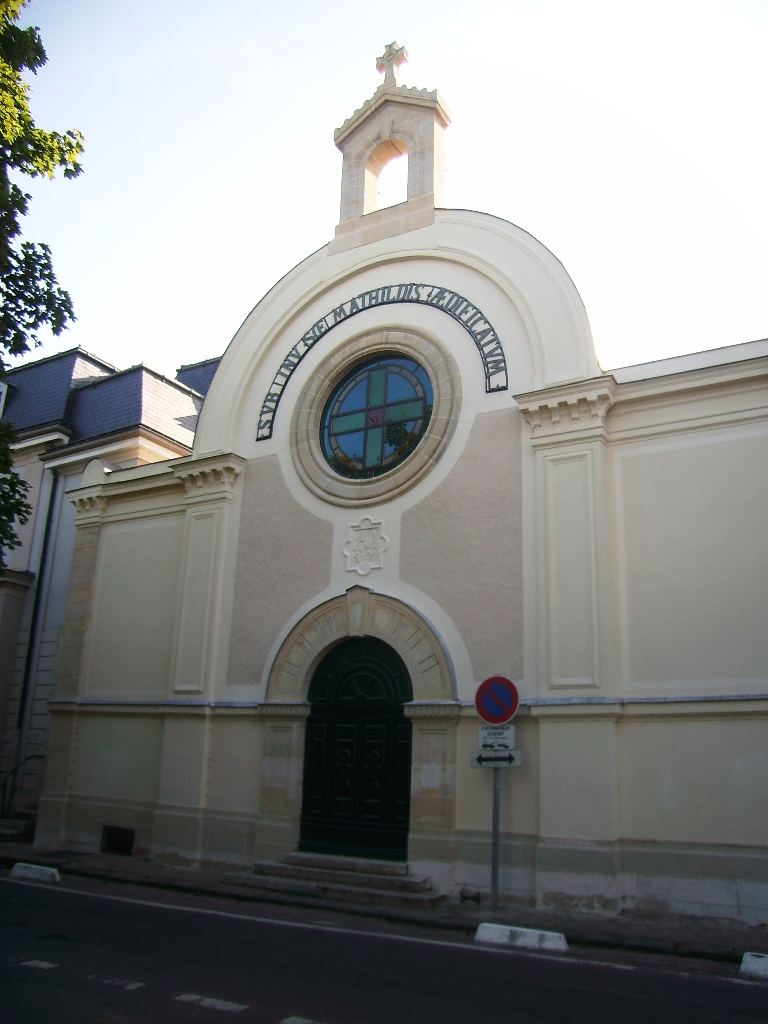
L’ancienne chapelle Notre-Dame-de-Sion.
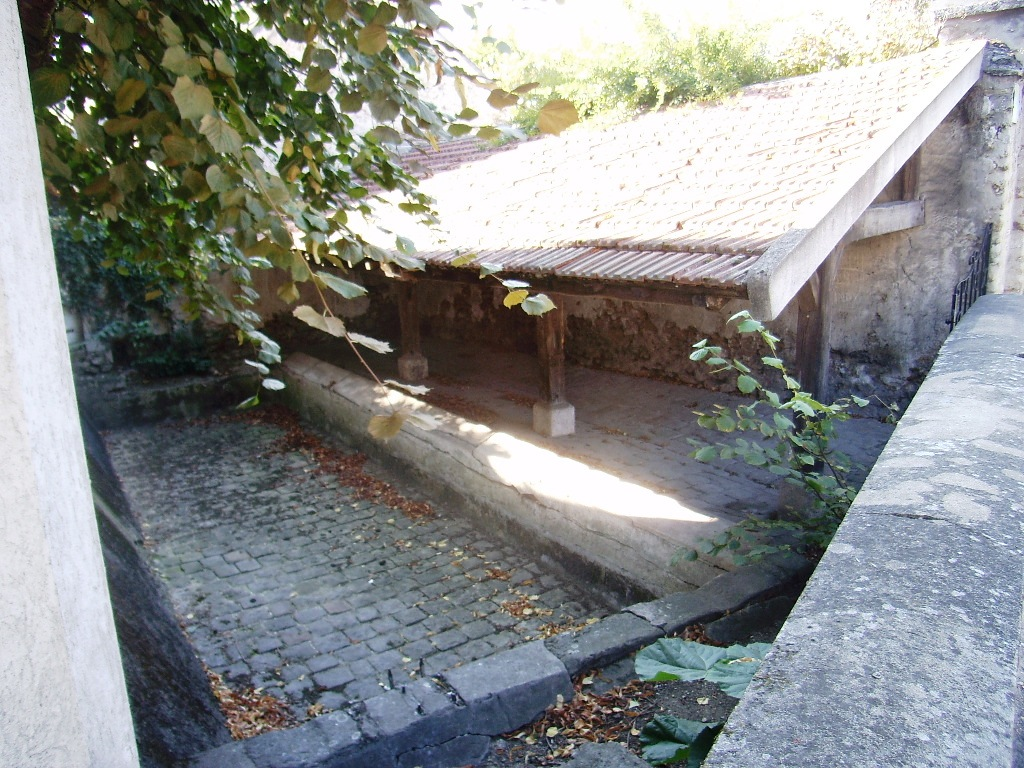
Le lavoir du village.
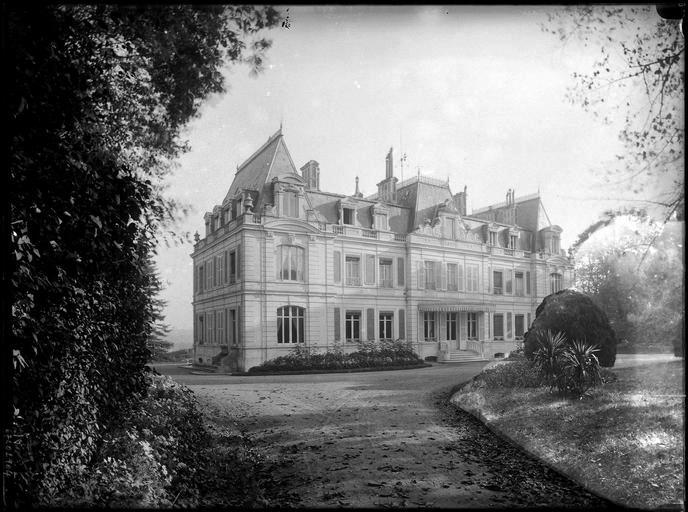
Le château du Mousseau (détruit).
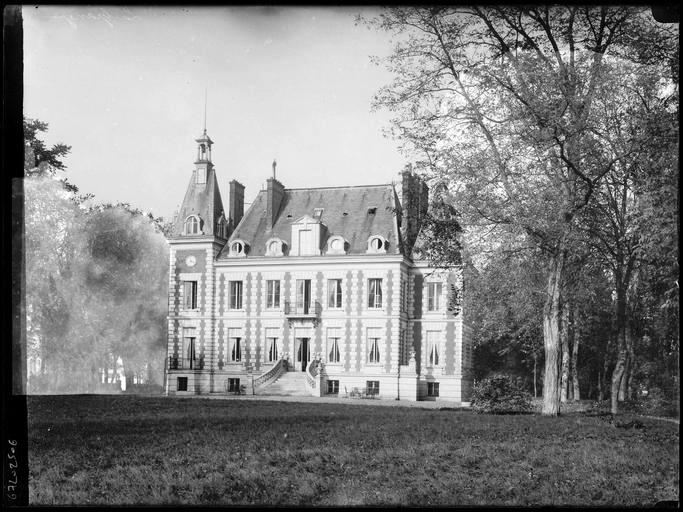
Le château de La Grange-Feu-Louis (détruit).
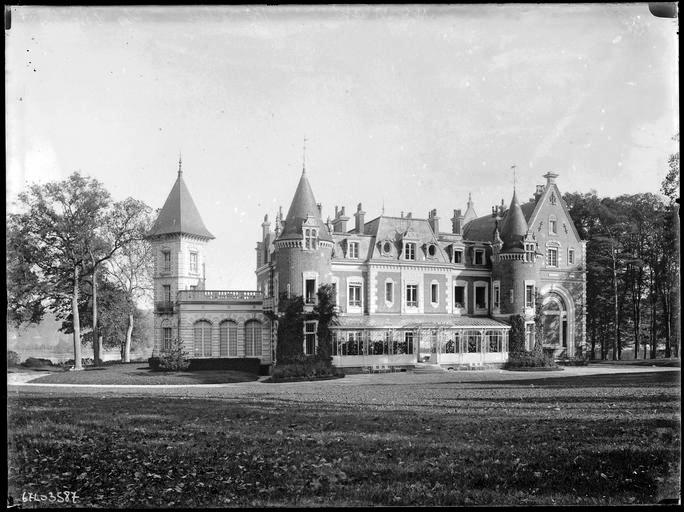
Le château des Tourelles (détruit).
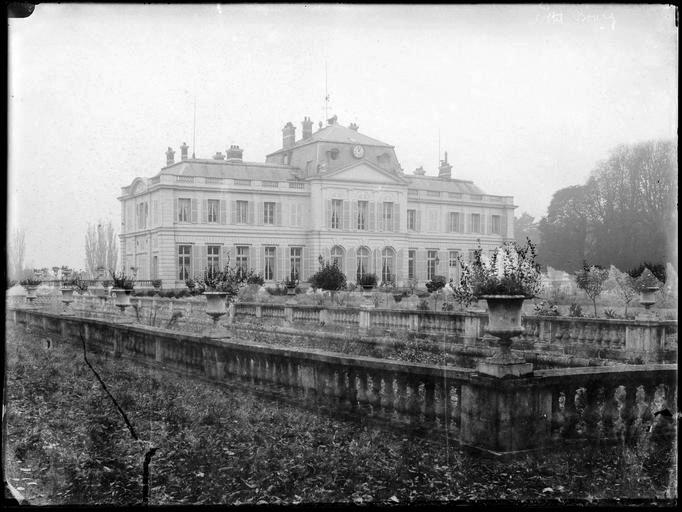
Le château de Petit-Bourg (détruit).

La construction de la ville nouvelle à partir de 1968, étalée sur trente années, amena une nouvelle diversité architecturale. Le centre-ville en premier lieu est caractérisé par l’utilisation de la brique, utilisée dans la construction de la Cathédrale de la Résurrection par Mario Botta, agrémentée par la chapelle du Saint Sacrement décorée d’une Vierge à l'Enfant en bronze et fer forgé de Gérard Garouste, elle est aussi décorée d’une statue de Saint-Corbinien, d’un Christ ramené de Tanzanie en 1880 par des missionnaires franciscains et par douze vitraux. S’ajoutent les bâtiments de la chambre de commerce et d'industrie de l'Essonne par l’architecte Deslandes construits en 1990, l’hôtel de ville en brique et granit dominé par une large verrière, l’école nationale de musique et de danse par l’architecte Pierre Riboulet. La préfecture et le palais de justice inspiré des œuvres d’Oscar Niemeyer en béton brut sont eux typique des années 1970, tandis que l’institut des sciences aux lignes et verrières aériennes sont caractéristiques des années 1990. En 1985, Henri Ciriani obtient la palme d'or nationale de l'habitat pour les 94 logements construits place de la Mare-Diacre à Courcouronnes. Le quartier des Pyramides, construit par l’équipe Andrault&Parat constitué de dalles et blocs de béton empilés, ou le quartier des Épinettes, sorte de courées, rappellent l’empressement à construire des logements. La très grande pagode complète cette diversité architecturale en mêlant béton armé et style asiatique. Les tours du Crédit lyonnais et Évry 2 de respectivement treize et douze étages dominent le paysage de la commune.

### Personnalités liées à la commune
Différents personnages publics sont nés, décédés ou ont vécu à Évry :

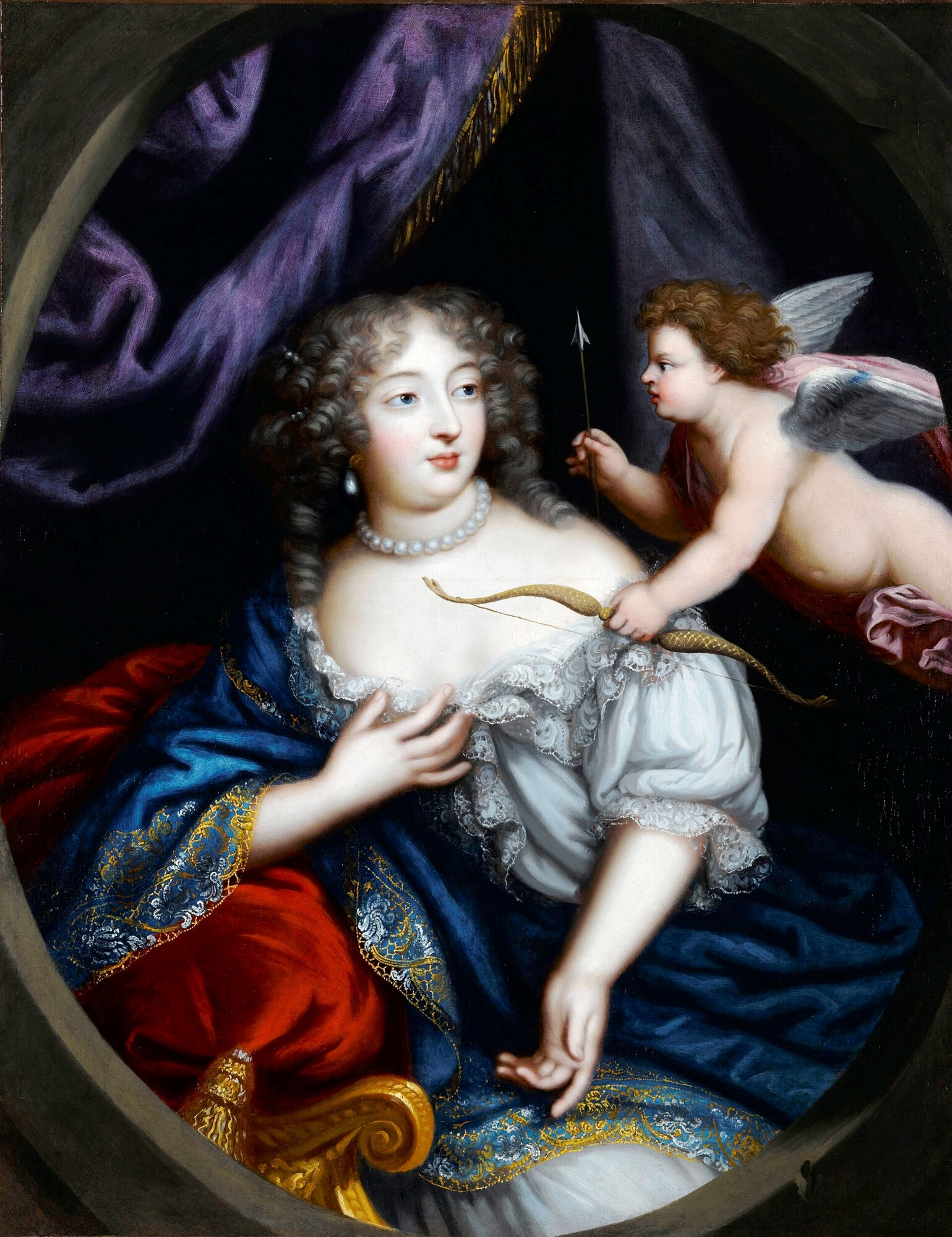
Madame de Montespan.

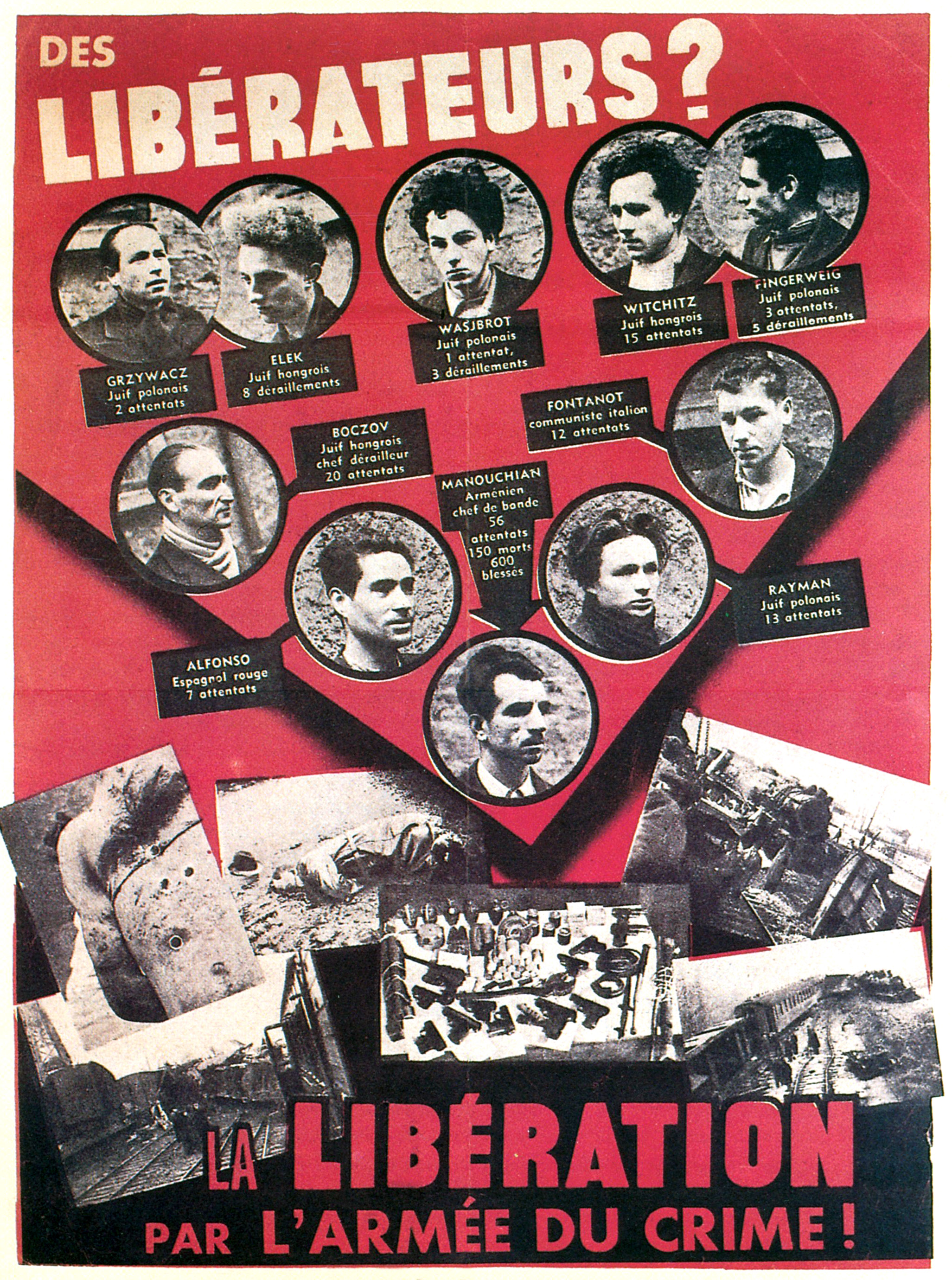
Missak Manouchian est l'un des résistants mentionnés dans l'Affiche rouge, une affiche de propagande placardée par le régime de Vichy et l'occupant allemand, dans le contexte de la condamnation à mort de 23 membres des FTP-MOI, suivie de leur exécution, le 21 février 1944.

#### XVIIesiècleetXVIIIesiècle
- Françoise Athénaïs de Rochechouart de Mortemart dite Madame de Montespan (1640-1707) favorite de Louis XIV possédait le château de Petit-Bourg ;
- Louis Antoine de Pardaillan de Gondrin (1665-1736), duc d'Antin fut propriétaire du château de Petit-Bourg ;
- José de San Martín (1778-1850), général argentin y vécut ;

#### XIXesiècle
- Louis Maille-Saint-Prix (1796-1882), peintre français, y mourut en son château de La Grange-Feu-Louis ;
- Théodore Ratisbonne (1802-1884), prêtre catholique d’origine juive y est inhumé ;
- Claude Cochin (1883-1918), historien et homme politique, né à Évry-Petit-Bourg, député du Nord.

#### XXesiècle
- Missak Manouchian (1906-1944), militant communiste et résistant y fut arrêté ;
- Joseph Epstein (1911-1944), militant communiste et résistant y fut arrêté ;
- Albert Malbois (1915-2017), fut le premier évêque du diocèse d'Évry-Corbeil-Essonnes, de 1966 à 1977 ;
- Jean Maheu (1931-2022), haut fonctionnaire, y enseigna ;
- Jean-Claude Drouot (1938- ) acteur belge y vit et est résident du théâtre communal ;
- Anne Querrien (1945- ), sociologue y enseigne ;
- Jean-Pierre Durand (1948- ), sociologue y enseigne ;
- Karine Saporta (1950- ), chorégraphe y enseigne ;
- Michel Melki (1952- ), acteur y enseigna ;
- Olivier Salon (1955- ), mathématicien et écrivain y enseigna ;
- Nicolas Vérin (1958- ), compositeur y enseigne.
- Olivier Le Cour Grandmaison (1960- ), universitaire y enseigne ;
- Manuel Valls (1962- ), ancien député-maire, premier Ministre français (2014 à 2017) ;
- Claude Brendel (1965- ), chef d'orchestre y étudia ;
- Guillaume Perrot (1971-2006), acteur et dramaturge y est né ;
- Valérie Crunchant (1972- ), actrice y est née ;
- Michal Divíšek (1976- ), hockeyeur y est licencié ;
- Claude Bakadal (1976- ), footballeur y fut licencié ;
- Stanick Jeannette (1977- ), patineur artistique y fut licencié ;
- Serigne M’Baye Gueye dit Disiz (1978- ), rappeur français et acteur y vit ;
- Nicolas Pousset (1979- ), hockeyeur y est licencié ;
- Atef Kahlaoui dit Al K-Pote (1981- ), rappeur français y vécut ;
- Ladji Doucouré (1983- ), athlète y est licencié ;
- Mathieu Lahaye (1983- ), athlète y fut licencié ;
- Hameur Bouazza (1985- ), footballeur international y est né ;
- Helmi Loussaief (1986- ), footballeur y est né ;
- Yannick Kocon (1986- ), patineur artistique y est né ;
- Vincent Rottiers (1986- ), acteur y est né ;
- Maxime Vachier-Lagrave (1990- ), joueur d’échecs y est licencié ;
- Niska (1994- ), rappeur y vit ;
- Lisa Cez (née en 1996), cavalière française en dressage handisport, y est née ;
- Paul Bernardoni (1997- ), footballeur y est né ;
- Zola (1999- ), rappeur y est né ;
- Koba LaD (2000- ), rappeur y vit ;
- Serge Bardet (?- ), universitaire y enseigne.

### Héraldique et logotype

Logo.

| Blason de Évry | Blason  | Écartelé ; au premier : parti d’azur à trois fleurs de lys d’or au bâton péri de gueules et d’azur à trois fleurs de lys d’or au lambel d’argent ; au deuxième : écartelé aux premier et quatrième d’or à un château de gueules maçonné de sable surmonté de trois têtes de Maure rangées et tortillées d’argent, aux deuxième et troisième d’argent à trois fasces ondées d’azur ; au troisième : enté ondé d’argent et de gueules de six pièces ; au quatrième : d’argent à trois fasces d’azur ; et en abîme d’azur au château accompagné, en chef de trois fleurs de lys posées en fasce, en pointe d’une nef et accosté de deux gerbes de blé l’une à dextre l’autre à senestre le tout d’or ; la nef en pointe sur une mer d’argent. |
| Blason de Évry | Détails | Chaque quartier représente une famille noble ayant occupé le territoire. Le premier présente les armes de Louise Marie Thérèse Bathilde d’Orléans, duchesse de Bourbon-Condé, le deuxième présente les armes de Louis Antoine de Pardaillan de Gondrin, le troisième est celui de Françoise Athénaïs de Rochechouart, dite Mme de Montespan, le quatrième est celui de Louise Renée de Penancoët de Keroual. L’écusson symbolise à la fois l’Île-de-France, le Hurepoix et la Seine. La commune s’est en outre dotée d’un logotype. |

### Devise
La devise officielle d’Évry est « Labor omnia vincit » en latin ce qui peut se traduire en français par « le travail vient à bout de tout ».

### Évry dans les arts et la culture
- L’euphorie dans laquelle fut construite la ville nouvelle s’accompagna de démarches réellement novatrices. Évry a vu la création du premier réseau d'échanges réciproques de savoirs avec la volonté farouche de quelques habitants, au début des années 1970.
- Évry est aussi un prénom d’origine ashkénaze, c’est notamment celui de l’académicien Évry Schatzman.
- Le parkour est une discipline sportive consistant à se déplacer en surmontant les obstacles du milieu urbain, mis en valeur dans le film français Yamakasi - Les samouraïs des temps modernes fut créé à Évry et dans la commune voisine de Lisses.
- En 1976, Évry accueillit l’élection de Miss France où fut sacrée Monique Uldaric.
- Le 11 décembre 1995 fut édité un timbre postal à 2,80 francs présentant le plan au sol et les volumes extérieurs de la Cathédrale de la Résurrection, dessiné par l’architecte Mario Botta et gravé par André Lavergne.
- De 2006 à 2008, la série Nos années pension diffusée dans l’émission KD2A de France 2 fut tournée au conservatoire national des arts et métiers d’Évry[244].
- Une légende raconte qu’un homme serait mort d’épuisement au carrefour Mousseau alors qu’il tentait de porter sur son dos une charge de cent kilos des halles de Paris à Corbeil-Essonnes[245].
- Le film de Claude Zidi La Totale ! sorti en 1991 fut en partie tourné dans la bibliothèque de l'Agora et dans le centre-ville, le film Chouchou de Merzak Allouache fut en partie tourné dans la commune, comme le téléfilm de Catherine Corsini Denis.